# Télévision en France
La télévision en France est progressivement établie par différents organismes publics successifs tels que la RDF, la RTF puis l'ORTF. En 1975, l'ORTF est démantelé en plusieurs sociétés publiques distinctes parmi lesquelles on compte les trois chaînes nationales TF1, Antenne 2 et FR3. Après l'arrivée au pouvoir de la gauche en mai 1981, de nouveaux canaux destinés aux chaînes privées sont concédés avec la chaîne à péage Canal+ en 1984 puis La Cinq et TV6 en 1986. La télédistribution par câble et surtout la télédiffusion directe par satellite permettent de constituer des bouquets de chaînes thématiques, le plus souvent, payantes. En 1987, la droite revenue au pouvoir, lance la privatisation de TF1, confirmant le modèle économique de chaînes commerciales gratuites financées par la publicité. Au début des années 2000, l'arrivée des opérateurs IPTV et de leur offre accessible par Internet permet à la fois d'élargir l'offre télévisuelle et de faciliter certains services de consommation des émissions de télévision.
Au 31 décembre 2023, 30 services de télévision à vocation nationale étaient diffusés en métropole par voie hertzienne terrestre dont 25 accessibles gratuitement et 5 diffusés sous condition d’accès. 28 de ces services sont diffusés en haute définition. 56 services de télévision à vocation locale sont autorisés à diffuser leurs programmes par voie hertzienne terrestre, dont 43 sur le territoire métropolitain et 13 sur les territoires ultramarins. 293 services (hors services de télévision destinés aux informations sur la vie locale) étaient conventionnés ou déclarés pour une diffusion sur les réseaux n’utilisant pas de fréquences assignées par l’Arcom (câble, satellite, ADSL, mobile, internet…).
En complément des chaînes nationales, régionales ou locales françaises, une très riche offre de chaînes étrangères gratuites est également disponible en réception satellite, dont certaines sont reprises sur les réseaux câblés et les box IPTV des opérateurs Internet.
L'histoire des techniques de télévision fait l'objet d'un article séparé.

## Taux d'équipement des foyers
Entre 1949, l'année du lancement du service public télévisuel réellement national et l'année 1995 où apparaissent les premières télédiffusions numériques par satellite, le nombre de foyers équipés d'au moins un téléviseur connaît une forte croissance, notamment en 1958 avec le million d'unités atteint puis 10 millions dix années plus tard et enfin, on compte 20 millions d'appareils en fonction en 1990 sur environ 22 millions de foyers en France. L'équipement en téléviseurs couleur à partir de 1967 est plus lent mais il tend à s'accentuer fortement, notamment à partir du milieu des années 1970 et le milieu des années 1980 avec l'arrivée de nouvelles chaînes, du magnétoscope puis quelques années plus tard, des offres payantes du câble et du satellite. Sources : Monique Sauvage, Isabelle Veyrat-Masson : « Histoire de la télévision française », Editions du nouveau monde, 2012 et « Chronique de la télévision ». Chronique Editions. 1996.
| 1949 |  | 297 |  |

| 1950 |  | 3794 |  |

| 1951 |  | 10588 |  |

| 1952 |  | 24000 |  |

| 1953 |  | 60000 |  |

| 1954 |  | 125000 |  |

| 1955 |  | 260000 |  |

| 1956 |  | 440000 |  |

| 1957 |  | 683000 |  |

| 1958 |  | 1000000 |  |

| 1959 |  | 1405000 |  |

| 1960 |  | 1900000 |  |

| 1961 |  | 2500000 |  |

| 1962 |  | 3420000 |  |

| 1963 |  | 4400000 |  |

| 1964 |  | 5400000 |  |

| 1965 |  | 6500000 |  |

| 1966 |  | 7400000 |  |

| 1967 |  | 8300000 |  |

| 1968 |  | 9250000 |  |

| 1969 |  | 10120000 |  |

| 1970 |  | 10970000 |  |

| 1971 |  | 11650000 |  |

| 1972 |  | 12300000 |  |

| 1973 |  | 13350000 |  |

| 1974 |  | 14250000 |  |

| 1975 |  | 14900000 |  |

| 1976 |  | 15450000 |  |

| 1977 |  | 16000000 |  |

| 1978 |  | 16500000 |  |

| 1979 |  | 17000000 |  |

| 1980 |  | 17400000 |  |

| 1981 |  | 17600000 |  |

| 1982 |  | 18100000 |  |

| 1983 |  | 18220000 |  |

| 1984 |  | 18700000 |  |

| 1985 |  | 19000000 |  |

| 1986 |  | 19300000 |  |

| 1987 |  | 19500000 |  |

| 1988 |  | 19700000 |  |

| 1989 |  | 19800000 |  |

| 1990 |  | 20000000 |  |

| 1991 |  | 20600000 |  |

| 1992 |  | 20878000 |  |

| 1993 |  | 20906600 |  |

| 1994 |  | 21496900 |  |

| 1995 |  | 21816800 |  |

## Télévision analogique terrestre
La précision concernant les Techniques de télévision fait l'objet d'un article séparé.
En 2005, la plupart des Français regardent encore la télévision hertzienne analogique, le nombre de foyers possédant l'accès à la télévision par le câble, le satellite, l'ADSL ou la TNT étant d'environ 5 millions (sur environ 35 millions de foyers dont 25 millions équipés d'une télévision).

### En métropole
Les six réseaux nationaux de télévision hertzienne analogique en France métropolitaine sont attribués aux chaînes en fonction d'une numérotation officielle nationale.
- Chaîne no 1 : création : 26 avril 1935

Logo de l'ORTF en 1964

Logo de TF1 de 1984 à 1987

Le canal premier historique à Paris est Radio-PTT Vision (1935 - 1937), suivi par celui de la Radiodiffusion nationale Télévision (1937 - 1939) précédant la chaîne allemande d'occupation Fernsehsender Paris dite « Télé Paris » (1943 - 1944) remplacée à la Libération par RDF Télévision française puis par RTF Télévision (1944 - 1963) avec une diffusion en noir et blanc 441 lignes puis en 819 lignes à partir de 1949 sous le nom RTF Télévision 1 en 1963. Nommée Première chaîne de l'ORTF (1963 - 1975) diffusée en noir et blanc à 819 lignes, la chaîne publique est nommée TF1 (Télévision Française 1) (1975 - 1987). À partir du 1er septembre 1975, la première chaîne publique émet en couleur l'après-midi, en utilisant les émetteurs de FR3 puis jusqu'en 1983, la mise en oeuvre de nouveaux émetteurs adaptés permet en quelques années le passage à la couleur pour tout son programme et sur tout le territoire national. En 1987, TF1 est privatisée et est la propriété du Groupe TF1 dont la concession court jusqu'en 2033, déjà renouvelée en 1986, 2007, 2020 et 2023. 
- Logo d'Antenne 2 de 1987 à 1990Chaîne no 2 : création : 16 mai 1963

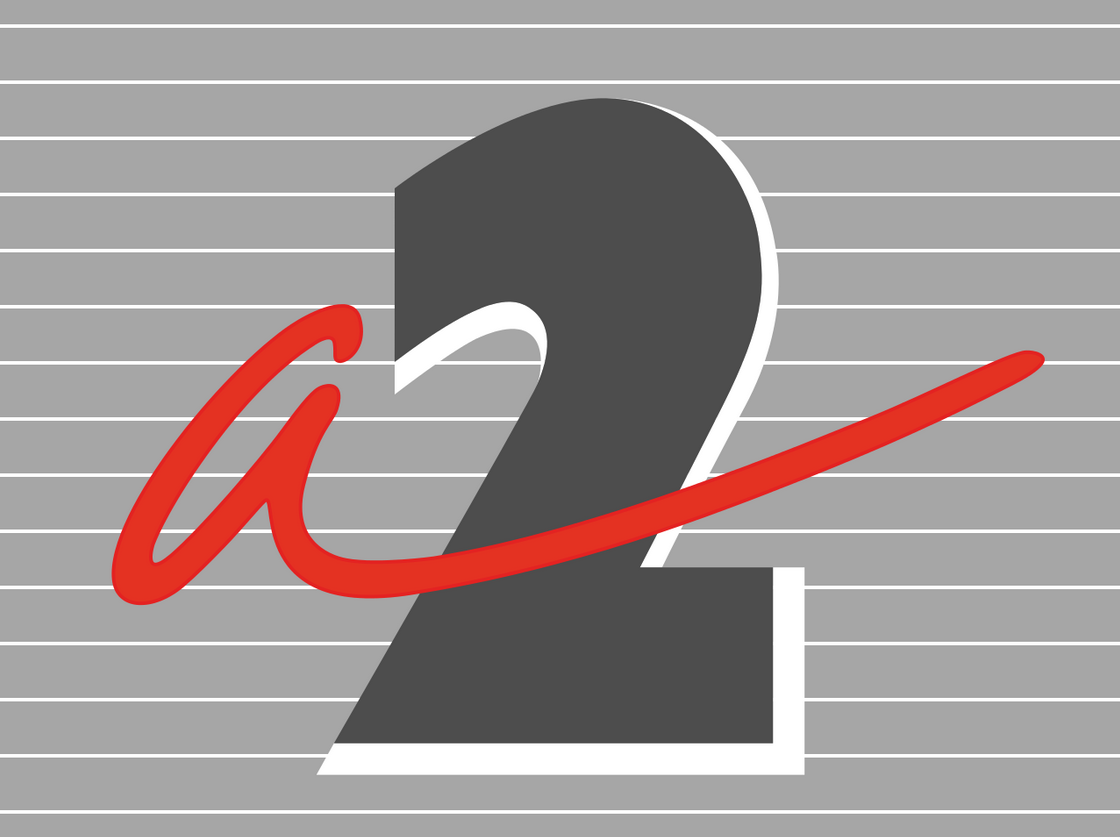
Logo d'Antenne 2 de 1987 à 1990

Ce deuxième canal est successivement exploité par RTF Télévision 2 le 16 mai 1963 uniquement à Paris puis officiellement lancée sur le plan national, le 21 décembre 1963. Elle est nommée Deuxième chaîne de l'ORTF, le 25 juillet 1964 (1964 - 1975). Diffusée en noir en blanc 625 lignes à son lancement, la Deux passe officiellement à la couleur au standard SÉCAM, le 1er octobre 1967, après des années d'expérimentations depuis 1961. Après l'éclatement de l'ORTF, la deuxième chaîne publique nationale devient Antenne 2 (1975 - 1992) avant d'être nommée France 2, faisant partie du groupe public France télévisions.
- Logo de FR3 en 1988Chaîne no 3 : création : 31 décembre 1972

Logo de FR3 en 1988

Lors de l'éclatement de l'ORTF en 1975, ce canal est exploité par la troisième chaîne couleur de l'ORTF (1972 - 1975) est renommée FR3 « France Régions 3 » (1975 - 1992) puis est nommée France 3, faisant partie du groupe public France télévisions. À partir du 1er septembre 1975, TF1 utilise simultanément le réseau de télédiffusion SECAM de FR3 pour retransmettre ses émissions de l'après-midi en couleur sur tout le territoire métropolitain, jusqu'en 1983.
En 1990, la chaîne culturelle franco-allemande La Sept utilise l'antenne de FR3 chaque samedi, de 15h du 3 février 1990 au 25 avril 1992, dans le cadre de La Sept sur la 3.
- Chaîne no 4 : création : 4 novembre 1984

Logo de Canal + en 1984

Ce quatrième réseau national est utilisé par la chaîne chaîne privée à péage Canal+ à partir de 1984, principalement contrôlée par le Groupe Havas. Cette chaîne commence par exploiter les émetteurs VHF de l'ancien réseau 819 lignes en noir et blanc abandonné par TF1 avant d'epxloiter quelques canaux dans la bande Ultra haute fréquence. Durant les années 1990, elle fait partie du Groupe Canal+ puis devient l'une des chaînes du groupe Vivendi puis du Groupe Bolloré. 
- Logo de La Cinq de 1986 à 1987Chaîne no 5 : création : 20 février 1986

Logo de La Cinq de 1986 à 1987

Initialement, le réseau national est occupé par La Cinq, chaîne commerciale privée (20 février 1986 - 12 avril 1992) (disparue) puis ce canal est partagé du 28 septembre 1992 au 29 novembre 2011, le soir (de 19 h à 3 h) par Arte France, chaîne publique franco-allemande lancée le 28 septembre 1992 et la journée de 5 h 30 à 19 h par Télé emploi, chaîne publique du 28 mars au 17 avril 1994, elle même remplacée par La Cinquième, chaîne publique à partir du 13 décembre 1994 et jusqu'au 7 janvier 2002 ou elle est nommée France 5, faisant partie du groupe France télévisions (depuis le 7 janvier 2002).
- Logo de M6 en 1987Chaîne no 6 : création : 1er mars 1986

Logo de M6 en 1987

L'antenne est exploitée par TV6, chaîne musicale privée du groupe Publicis, créée le 1er mars 1986 et supprimée le 28 février 1987. Elle est aussitôt remplacée le 1er mars 1987, par M6 (Metropole TV), chaîne privée faisant partie du Groupe M6. Après plusieurs reconductions hors appel à candidatures, la chaîne obtient une nouvelle autorisation d'émettre pour une durée de 10 ans, à compter du 6 mai 2023.
De manière générale, ces chaînes diffusent le même programme sur tout le territoire métropolitain. France 3, chaîne à vocation régionale, propose à ses téléspectateurs des décrochages régionaux ou locaux (essentiellement des journaux télévisés et des magazines), ainsi que des émissions en langue régionale.
D'autres chaînes régionales francophones comme RTL Télévision ou Télé Monte-Carlo peuvent également être rçues en France depuis les années 1950 mais elles n'ont pas d'autorisation d'émettre sur le plan national sauf en étant reprises dans des offres sur les réseaux câblés ou par satellite. En 1988, plusieurs autres projets de chaînes nationales comme « Canal Enfants » sont également étudiés. Seule la chaîne musicale MCM Euromusique parvient à utiliser les canaux de Télé Monte-Carlo puis d'autres chaînes régionales, notamment à Lyon.
- Canal Multiville : création : 21 mars 1987.

Un projet de canal multiville réservé aux chaînes régionales ou locales est élaboré à partir de cette date. 

### Télévisions régionales et locales
Depuis le 21 mars 1987, les septième et huitième réseaux de télévision analogique hertzien sont attribués dans certaines villes ou régions à des chaînes locales publiques ou privées. Au lancement de la télédiffusion numérique terrestre en France au début de l'année 2005, le canal numéro 7 est officiellement attribué à la chaîne culturelle Arte France.
- Chaîne no 7 : création : 21 mars 1987
  - Programmes de télévision occupant ce canal par région (du plus ancien au plus récent)[réf. nécessaire] : 
    - ASTV (Grande-Synthe), depuis le 10 janvier 1984,
    - TV Rennes (Rennes), depuis le 21 mars 1987,
    - Télé Toulouse (Toulouse), du 7 avril 1988 au 3 juillet 2015,
    - Télé Lyon Métropole (Lyon), du 23 novembre 1988 au 2 septembre 2019,
    - Télégohelle (Méricourt - Agglomération Lens Liévin  ), depuis fin 1991
    - Télé Bleue (Nîmes), 1992 (disparue en 2000),
    - 7 à Limoges (Limoges),
    - Télé 102 (Vendée),
    - Télé Sud Vendée (Vendée), depuis 15 novembre 1999, disparu 2010,
    - Clermont Première (Auvergne) depuis 8 octobre 2000 (disparue en 2015),
    - TV7 Bordeaux (Bordeaux),
    - Canal 32 (Troyes),
    - ILTV (Hénin-Carvin), depuis le 5 mars 2003 ,
    - Pays d'Aix TV (Aix-en-Provence),
    - Nantes 7/Télénantes(Nantes), depuis le 10 décembre 2004
    - La chaîne Marseille (Marseille),
    - Télé Grenoble Isère (Grenoble), depuis le 20 octobre 2005
    - Orléans TV (Orléans), depuis 2007,
    - 7L TV puis TV SUD à Montpellier, depuis 2007, puis à Nîmes depuis 2010
    - Angers 7 (Angers), 2007 disparue en 2010.
    - Territorial TV (Haute-Marne et Meuse depuis 2010),
- Chaîne no 8 :
  - Programmes de télévision occupant ce canal par région (du plus ancien au plus récent) : 
    - TV8 Clermont-Ferrand, entre 1998 et 2016,
    - TV8 Mont-Blanc (Pays de Savoie), depuis 1989,
    - TV8 Moselle-Est, depuis 1999.

### Dans les départements et territoires d'outre-mer
Des chaînes de télévision publiques destinées aux départements et territoires d'outre-mer sont éditées par le réseau RFO qui a intégré le groupe audiovisuel public France télévisions en 2005. Une chaîne par satellite baptisée France Ô est diffusée en Métropole jusqu'en 2020 pour permettre aux "Domiens" d'avoir une fenêtre sur leurs régions.
- Chaîne no 1 : création : 1964
  - Programmes de télévision ayant occupé ce canal :
    - ORTF (1964 - 1975)
    - FR3 DOM-TOM (1975 - 1983)
    - RFO 1 (1983 - 1999), chaîne publique du réseau RFO
    - Télé Pays, chaîne publique du réseau RFO (la chaîne prend le nom du DOM-TOM dans lequel elle est diffusée, exemple : Télé Réunion à la Réunion)
    - Réseau Outre-Mer Première (2010-2018)
    - La Première, réseau de neuf chaînes publiques présentes en outre-mer

Les programmes de cette chaîne se composent d'une partie de ceux des chaînes publiques du groupe France télévisions, d'une partie de ceux de TF1 et de productions propres donnant la priorité à la proximité.
- Chaîne no 2 : création : 1983
  - Programmes de télévision ayant occupé ce canal : 
    - RFO 2 (1983 - 1999), chaîne publique du réseau RFO
    - Tempo, chaîne publique du réseau RFO

Les programmes de cette chaîne se composent entièrement de reprises des programmes des chaînes publiques du groupe France télévisions et ARTE.
- Chaîne no 3 chaîne privée 
  - ATV : Antilles Télévision en Martinique
  - GTV : Guadeloupe Télévision en Guadeloupe
  - ACG Antenne Créole Guyane en Guyane
  - Antenne Réunion à la Réunion
  - TNTV en Polynésie

## Télévision numérique terrestre
La télévision numérique terrestre française (TNT) a commencé ses programmes le 31 mars 2005. La France compte 7 réseaux (multiplexes) numériques hertziens transmettant 30 chaînes (25 gratuites et 5 payantes) en MPEG-4 et une chaîne en HEVC. Selon les régions, des chaînes locales sont disponibles.

### Chaînes gratuites
- Chaîne no 1 : création : 31 mars 2005
  - TF1, chaîne privée du Groupe TF1

- Chaîne no 2 : création : 31 mars 2005
  - France 2, chaîne publique du groupe France Télévisions

- Chaîne no 3 : création : 31 mars 2005
  - France 3, chaîne publique du groupe France Télévisions

- Chaîne no 4 : création : 31 mars 2005
  - Canal+, chaîne privée à péage du Groupe Canal+, certaines plages en clair (2005-2025)
  - France 4, chaîne publique du groupe France Télévisions (depuis 2025)

- Chaîne no 5 : création : 31 mars 2005
  - France 5, chaîne publique du groupe France Télévisions

- Chaîne no 6 : création : 31 mars 2005
  - M6, chaîne privée du Groupe M6

- Chaîne no 7 : création : 31 mars 2005
  - Arte, chaîne publique franco-allemande du groupe Arte France

- Chaîne no 8 : création : 31 mars 2005
  - Direct 8, chaîne privée du groupe Bolloré Média (2005-2012)
  - C8 (auparavant appelée D8 (2012-2016)), chaîne privée du Groupe Canal+ (2012-2025)
  - Chaîne vacante (2025)
  - LCP (LCP-AN / Public Sénat) chaîne publique du Parlement français (depuis 2025)

- Chaîne no 9 : création : 31 mars 2005
  - W9, chaîne privée du Groupe M6

- Chaîne no 10 : création : 31 mars 2005
  - TMC, chaîne privée du Groupe TF1

- Chaîne no 11 : création : 31 mars 2005
  - TFX (auparavant appelée NT1 (2005-2018)), chaîne privée du Groupe TF1

- Chaîne no 12 : création : 31 mars 2005
  - NRJ 12, chaîne privée de NRJ Group (2005-2025)
  - Chaîne vacante (2025)
  - Gulli, chaîne privée du Groupe M6 (depuis 2025)

- Chaîne no 13 : création : 31 mars 2005
  - LCP (LCP-AN / Public Sénat) chaîne publique du Parlement français (2005-2025)
  - BFM TV, chaîne privée du groupe RMC BFM (depuis 2025)

- Chaîne no 14 : création : 31 mars 2005
  - France 4, chaîne publique du groupe France Télévisions (2005-2021)
  - France 4 / Culturebox, chaînes publiques du groupe France Télévisions (2021)
  - France 4, chaîne publique du groupe France Télévisions (2021-2025)
  - CNews (auparavant appelée I-Télé (2005-2017)), chaîne privée du Groupe Canal+ (depuis 2025)

- Chaîne no 15 : création : 28 novembre 2005
  - BFM TV, chaîne privée du groupe RMC BFM (2005-2025)
  - LCI, chaîne privée du Groupe TF1 (depuis 2025)

- Chaîne no 16 : création : 14 octobre 2005
  - CNews (auparavant appelée I-Télé (2005-2017)), chaîne privée du Groupe Canal+ (2005-2025)
  - France Info, chaîne d'information des groupes France Télévisions, Radio France, France Médias Monde et de l'Institut national de l'audiovisuel (depuis 2025)

- Chaîne no 17 : création : 17 octobre 2005
  - Virgin 17 (auparavant appelée Europe 2 TV (2005-2007)), chaîne privée du Groupe MCM (2008-2010)
  - Direct Star, chaîne privée du groupe Bolloré Média (2010-2012)
  - CStar (auparavant appelée D17 (2012-2016)), chaîne privée du Groupe Canal+ (depuis 2012)

- Chaîne no 18 : création : 18 novembre 2005
  - Gulli, chaîne privée du Groupe M6 (2005-2025)
  - T18 chaine privée du groupe Czech Media Invest (depuis 2025)

- Chaîne no 19 : création : 8 juin 2010
  - France Ô, chaîne publique du groupe France Télévisions (2010-2020)
  - Chaîne vacante (2020-2021)
  - Culturebox, chaîne publique éphémère du groupe France Télévisions (2021)
  - Chaîne vacante (2021-2025)
  - NOVO 19 chaine privée du groupe SIPA Ouest-France (depuis 2025)

- Chaîne no 20 : création : 13 septembre 2007
  - Numéro attribué aux chaînes locales (2007-2012)
  - TF1 Séries Films (auparavant appelée HD1 (2012-2018)), chaîne privée du Groupe TF1 (depuis 2012)

- Chaîne no 21 : création : 13 septembre 2007
  - Numéro attribué aux chaînes locales (2007-2012)
  - La chaîne L'Équipe (auparavant appelée L'Équipe 21 (2012-2016)), chaîne privée du Groupe Amaury (depuis 2012)

- Chaîne no 22 : création : 13 septembre 2007
  - Numéro attribué aux chaînes locales (2007-2012)
  - 6ter, chaîne privée du Groupe M6 (depuis 2012)

- Chaîne no 23 : création : 13 septembre 2007
  - Numéro attribué aux chaînes locales (2007-2012)
  - Numéro 23, chaîne privée du groupe Diversité TV France (2012-2018)
  - RMC Story, chaîne privée du groupe RMC BFM (depuis 2018)

- Chaîne no 24 : création : 13 septembre 2007
  - Numéro attribué aux chaînes locales (2007-2012)
  - RMC Découverte, chaîne privée du groupe RMC BFM (depuis 2012)

- Chaîne no 25 : création : 13 septembre 2007
  - Numéro attribué aux chaînes locales (2007-2012)
  - Chérie 25, chaîne privée de NRJ Group (depuis 2012)

- Chaîne no 26 : création : 13 septembre 2007
  - Numéro attribué aux chaînes locales (2007-2012)
  - Chaîne vacante (2012-2016)
  - LCI, chaîne privée du Groupe TF1 (2016-2025)
  - Paris Première, chaîne privée à péage du Groupe M6, certaines plages en clair (depuis 2025)

- Chaîne no 27 : création : 13 septembre 2007
  - Numéro attribué aux chaînes locales (2007-2012)
  - Chaîne vacante (2012-2016)
  - France Info, chaîne d'information des groupes France Télévisions, Radio France, France Médias Monde et de l'Institut national de l'audiovisuel (2016-2025)
  - Chaîne vacante (depuis 2025)

### Chaînes payantes
- Chaîne no 30 : création : 3 novembre 2005
  - TPS Star, chaîne privée du groupe TPS puis du groupe Canal+, certaines plages en clair (2005-2012)
  - Chaîne vacante (2012)
  - Numéro attribué aux chaînes locales (depuis 2012)

- Chaîne no 31 : création : 3 novembre 2005
  - Paris Première, chaîne privée du Groupe M6, certaines plages en clair (2005-2012)
  - Numéro attribué aux chaînes locales (depuis 2012)

- Chaîne no 32 : création : 3 novembre 2005
  - Canal+ Sport, chaîne privée faisant partie du Groupe Canal+, certaines plages en clair (2005-2012)
  - Numéro attribué aux chaînes locales (depuis 2012)

- Chaîne no 33 : création : 3 novembre 2005
  - Canal+ Cinéma, chaîne privée faisant partie du Groupe Canal+
  - Numéro attribué aux chaînes locales (depuis 2012)

- Chaîne no 34 : création : 3 novembre 2005
  - AB1, chaîne privée d'AB Groupe (2005-2008)
  - Chaîne vacante (2008-2011)
  - CFoot, chaîne privée de la Ligue de football professionnel, certaines plages en clair (2011-2012)
  - Chaîne vacante (2012)
  - Numéro attribué aux chaînes locales (depuis 2012)

- Chaîne no 35 : création : 3 novembre 2005
  - Planète+ (auparavant appelée Planète (2005-2011)), chaîne privée du groupe Canal+ (2005-2012)
  - Numéro attribué aux chaînes locales (depuis 2012)

- Chaîne no 36 : création : 3 novembre 2005
  - TF6, chaîne privée des groupes TF1 et M6 (2005-2012)
  - Numéro attribué aux chaînes locales (depuis 2012)

- Chaîne no 37 : création : 3 novembre 2005
  - Canal J, chaîne privée du groupe Lagardère Active (2005-2009)
  - Chaîne vacante (2009-2012)
  - Numéro attribué aux chaînes locales (depuis 2012)

- Chaîne no 38 : création : 3 novembre 2005
  - LCI, chaîne privée du Groupe TF1 (2005-2012)
  - Numéro attribué aux chaînes locales (depuis 2012)

- Chaîne no 39 : création : 3 novembre 2005
  - Eurosport, chaîne privée du Groupe TF1 (2005-2012)
  - Chaîne vacante (depuis 2012)

- Chaîne no 41 : création : 12 décembre 2012
  - Paris Première, chaîne privée du Groupe M6, certaines plages en clair (2012-2025)
  - Chaîne vacante (depuis 2025)

- Chaîne no 42 : création : 12 décembre 2012
  - Canal+ Sport, chaîne privée faisant partie du Groupe Canal+, certaines plages en clair (2012-2025)
  - Chaîne vacante (depuis 2025)

- Chaîne no 43 : création : 12 décembre 2012
  - Canal+ Cinéma(s) (auparavant appelée Canal+ Cinéma (2005-2023)), chaîne privée faisant partie du Groupe Canal+ (2012-2025)
  - Chaîne vacante (depuis 2025)

- Chaîne no 45 : création : 12 décembre 2012
  - Planète+, chaîne privée du groupe Canal+ (2012-2025)
  - Chaîne vacante (depuis 2025)

- Chaîne no 46 : création : 12 décembre 2012
  - TF6, chaîne privée des groupes TF1 et M6 (2012-2014)
  - Chaîne vacante (depuis 2014)

- Chaîne no 48 : création : 12 décembre 2012
  - LCI, chaîne privée du Groupe TF1 (2012-2016)
  - Chaîne vacante (depuis 2016)

- Chaîne no 49 : création : 12 décembre 2012
  - Eurosport, chaîne privée du Groupe TF1 et Discovery Communications (2012-2015)
  - Chaîne vacante (depuis 2015)

### Chaînes HD et UHD
- Chaîne no 51 : création : 30 octobre 2008
  - TF1 HD, chaîne privée du Groupe TF1 (2008-2016)
  - Chaîne vacante (depuis 2016)

- Chaîne no 52 : création : 30 octobre 2008
  - France 2 HD, chaîne publique du groupe France Télévisions (2008-2016)
  - Chaîne vacante (2016-2024)
  - France 2 UHD, chaîne publique du groupe France Télévisions (depuis 2024)

- Chaîne no 56 : création : 30 octobre 2008
  - M6 HD, chaîne privée du Groupe M6 (2008-2016)
  - Chaîne vacante (depuis 2016)

- Chaîne no 57 : création : 30 octobre 2008
  - Arte HD, chaîne publique franco-allemande (2008-2016)
  - Chaîne vacante (depuis 2016)

## Télévision par câble
La télévision par câble coaxial débute en France à Cergy-Pontoise qui la lance officiellement le 18 décembre 1985 avec la réception de 7 chaînes de télévision TV5 Monde, TMC, RTL9, Sky 1, 2 chaînes locale et Canal J, suivie par Paris le 25 novembre 1986, puis Nice et Montpellier le 12 février 1987, ensuite la télévision par câble se répand peu a peu partout dans certaines villes françaises au fil des années, et en avril 2016 c'est la date de la disparition des abonnés par le câble en remplaçant par la Box, la fibre et ADSL.
En France, du 18 décembre 1985 jusqu'en avril 2016, il y avait des opérateurs spécialisés dans la télévision par câble. Le dernier, Numericable, disparait en avril 2016, lors de son rachat par l'opérateur de télécommunications SFR, qui vend l'ADSL, la fibre et la Box Fibre de SFR.

## Télévision par satellite
Canal+ est le premier opérateur de télévision par satellite lancé le 14 novembre 1992 pour installer dans toutes les villes, villages et lieux-dits en France.
Dans les années 1990 apparaissent TPS, AB Sat et Canal Satellite, offres payantes avec une boxe et une antenne spécifiques offrant l'accès à des dizaines de nouvelles chaînes câblées telles que Cinécinéma, CinéCinéfil, Comédie!, MTV, MCM, Canal J, Canal Jimmy, Fun TV, Equidia, TV5, Téva... dont certaines nécessitent un abonnement supplémentaire comme 
Disney Channel, XXL ou encore Canal 27. 
Aujourd'hui les principaux bouquets de télévision par satellite sont Canal+ (groupe Canal+), Bis Télévisions (AB Groupe), TNT Sat (groupe Canal+) et Fransat de (Eutelsat).
France Telecom/Orange édite un bouquet satellite depuis le 3 juillet 2008 : La TV d'Orange.

## Télévision par ADSL et FTTH
Le premier service de télévision par ADSL et box en France, Freebox, a été lancé le 18 septembre 2002 par le fournisseur d'accès Internet Free (groupe Iliad) disponible dans toutes les villes, villages et lieu-dit en France.
Parmi les autres acteurs s'étant positionnés sur ce marché, on peut citer France Télécom (Orange) avec Ma Ligne TV devenue Orange TV en juin 2006 (en partenariat avec le groupe TF1 et son bouquet satellite TPS ainsi qu'avec le groupe Canal plus et son bouquet satellite Canalsat), Neuf Télécom et Cegetel devenus SFR avec Neufbox TV (en partenariat avec le groupe Canal plus et son bouquet satellite Canalsat) et enfin iliad avec Alice TV.
Aujourd'hui en France les principaux bouquets de télévision par ADSL et fibre (FTTH) sont : Freebox TV de Free, La box de SFR de SFR, Livebox de Orange et Bbox de Bouygues Telecom.

## Télévision internationale
Depuis le 2 janvier 1984, la chaîne internationale francophone TV5 rediffuse dans le monde certains programmes des chaînes publiques partenaires (françaises, suisses, belges et canadiennes). Elle est devenue TV5MONDE le 2 janvier 2006.
Le 6 décembre 2006 à 20h29 a été lancée la Chaîne Française d'Information Internationale ("CII"), France24.

## Organisation de la télévision en France

### Régulation de la télévision en France
Depuis le 1er janvier 2022, l'instance de régulation de l'audiovisuel en France est l'Autorité de régulation de la communication audiovisuelle et numérique (Arcom). L'Arcom a été précédé par le Conseil supérieur de l'audiovisuel (CSA) de 1989 à 2022, par la Commission nationale de la communication et des libertés (CNCL) de 1986 à 1989 et par la Haute Autorité de la communication audiovisuelle de 1982 à 1986. 
La réforme de 2009 bouleverse le système de France Télévision en supprimant la publicité entre 20 h 0 et 6 h 0 du matin et en permettant au président de la république de nommer le président de France Télévision avec possibilité de véto du CSA.
Les chaines diffusant depuis la France sont par ailleurs soumis à un certain nombre de quotas et d’obligations de financement en matière de diffusion d’œuvres cinématographiques et audiovisuelles:
- pour les œuvres cinématographiques :
  - sur le temps d’antenne annuel y étant consacré, un minimum de 60 % doit l’être pour des œuvres européennes et de 40 % pour des œuvres françaises ;
  - sur la seule tranche horaire de 20 h 30 à 22 h 30, cette même proportion doit être respectée ;
  - 3,2 % du chiffre d’affaires nette de l’exercice précédent doit être consacré à la contribution d’œuvres cinématographiques européennes et 2,5 % aux œuvres cinématographiques françaises ;
  - si la chaine diffuse au maximum 52 productions cinématographiques différentes au cours de l’année avec un nombre total de diffusion inférieur ou égal à 104 pour l’ensemble de ces œuvres, alors elle n’est pas soumise à l’obligation de contribution à la production cinématographique française et européenne ;
- pour les œuvres audiovisuelles :
  - sur le temps d’antenne annuel y étant consacré, un minimum de 60 % doit l’être pour des œuvres européennes et de 40 % pour des œuvres française ;
  - un aménagement peut toutefois être fait en abaissant la barre européenne jusqu’à 50 % si la chaine s’engage à contribuer à la production d’expressions originales françaises inédites créées par des sociétés de productions indépendantes ;
  - quels que soient les quotas fixés, si la chaine a un taux d'audiences supérieur à 1,5 % de l'offre télévisuelle française, elle doit également respecter ceux-ci sur la tranche horaire de 20 h 30 à 22 h 30 ;
  - si le temps d’antenne consacré aux œuvres audiovisuelles est compris entre 20 et 40 %, la chaine doit consacrer un minimum de 14 % de ses ressources totales nettes de l’exercice précédent à la production d’œuvres audiovisuelles européennes et d’expressions originales françaises, par ailleurs la somme consacrée aux œuvres européennes non-françaises ne doivent pas dépasser les 15 % du total de ces deux obligations et la production française de fictions, d’animations, de making-of, de clips musicaux ou de spectacles vivants doit être d’un minimum de 8,5 % des ressources ;
  - si le temps d’antenne consacré aux œuvres audiovisuelles est supérieur à 40 %, la chaine — dite musicale — dispose d'un taux moindre avec 8 % de ses ressources totales nettes de l’exercice précédent consacré à ces mêmes productions dont 7 % des ressources consacrées en 2011 aux productions françaises de fictions, d’animations, de making-of, de clips musicaux ou de spectacles vivants.

### Les groupes audiovisuels
- Groupe TF1
  - Siège du Groupe TF1Propriétaire : Bouygues

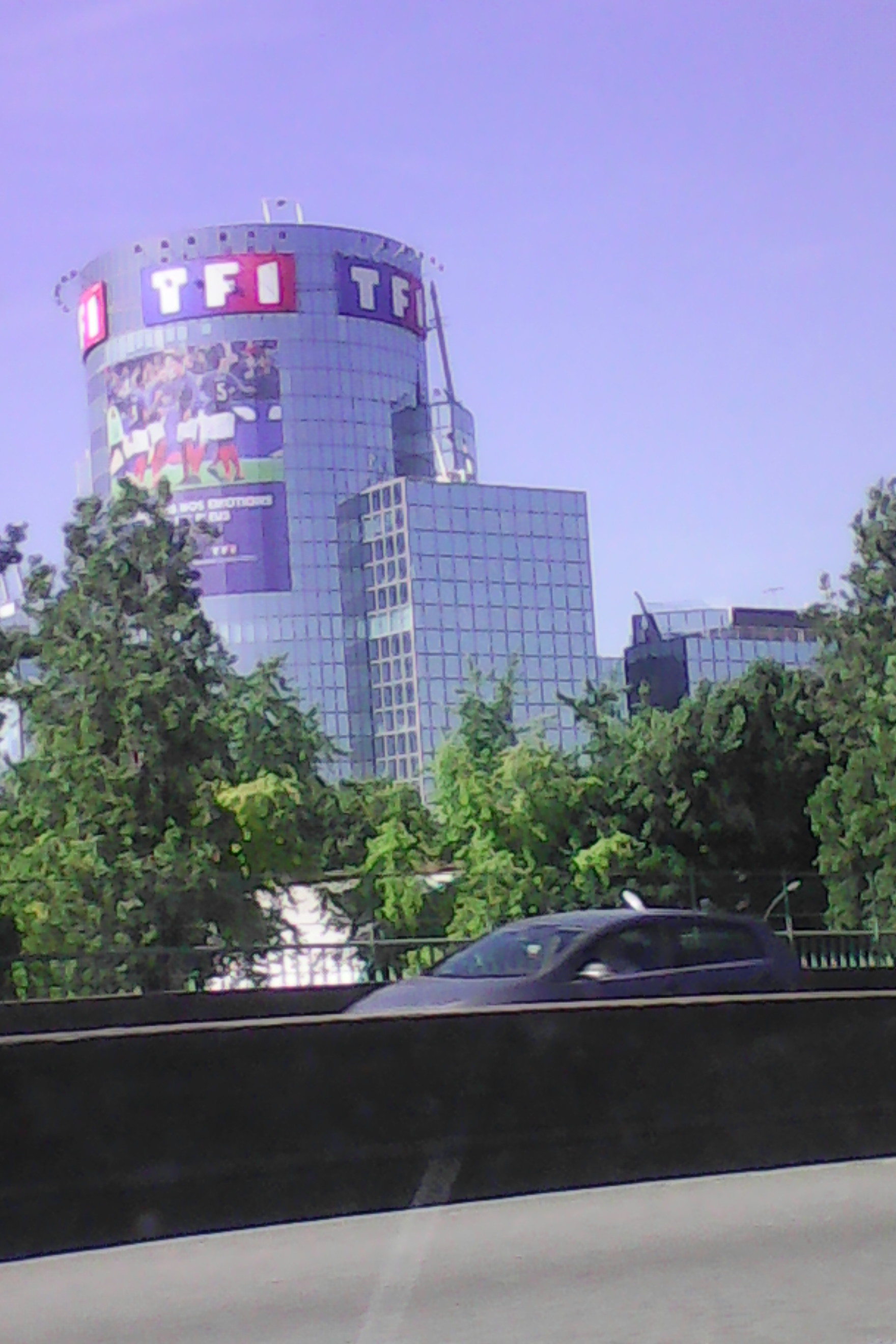
Siège du Groupe TF1

  - Chaînes : TF1, TMC, TFX, TF1 Séries Films, LCI

- France Télévisions
  - Propriétaire : État français
  - Chaînes : La 1re, France 2, France 3, France 4, France 5, France Info

- Groupe M6
  - Propriétaire : RTL Group
  - Chaînes : M6, W9, 6ter, Paris Première (payante), Téva (payante), Gulli, Canal J (payante), TiJi (payante), MCM (payante), MCM Top (payante), RFM TV (payante)

- Groupe Canal+
  - Propriétaire : Vivendi
  - Chaînes : Canal+ (partiellement cryptée), C8, CStar, CNews

- Groupe RMC BFM
  - Propriétaire : CMA CGM
  - Chaînes : RMC Story, RMC Découverte, BFM TV, BFM Business, BFM Paris Île-de-France, BFM Lyon, BFM Grand Lille, BFM Grand Littoral, BFM DICI Alpes du Sud, BFM DICI Haute-Provence, BFM Marseille Provence, BFM Toulon Var, BFM Nice Côte d'Azur, BFM Alsace, BFM Normandie, RMC Sport

- NRJ Group
  - Chaînes : NRJ 12, Chérie 25

- BeIn Sports France
  - Propriétaire : BeIn Media Group
  - Chaînes : beIN Sports, beIN Movies etc. (voir BeIn Channels Network)

### Audiences
L'audience des chaînes est mesurée par la société Médiamétrie. En avril 2016, les Français de 4 ans et plus ont regardé la télévision en moyenne 3h41 par jour, chiffre stable par rapport au même mois de l'année précédente

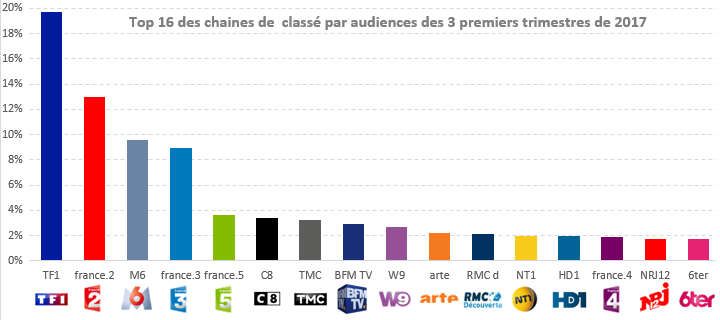

#### Chaînes de la TNT HD
Les audiences présentées ci-dessous prennent en compte les audiences cumulées, c'est-à-dire l'audience réalisée lors des diffusions ajoutée à celle des services de rattrapage. Ce sont les audiences du mois d'avril 2016 (mesurées entre le 4 avril et le 1er mai 2016).
| Rang | Chaînes        | Part d'audience (en %) | Variation avec avril 2015 |
| 1    | TF1            | 20,2                   | 1,1                       |
| 2    | France 2       | 13,3                   | 0,8                       |
| 3    | M6             | 9,6                    | 0,1                       |
| 4    | France 3       | 9,1                    | 0,1                       |
| 5    | D8             | 3,7                    | 0,2                       |
| 6    | France 5       | 3,3                    | stable                    |
| 7    | TMC            | 2,7                    | 0,5                       |
| 8    | W9             | 2,5                    | 0,1                       |
| 9    | Canal+         | 2,2                    | 0,8                       |
| 10   | Arte           | 2,1                    | stable                    |
| 11   | France 4       | 2,0                    | 0,3                       |
| 12   | NRJ 12         | 2,0                    | stable                    |
| 13   | RMC Découverte | 1,9                    | 0,4                       |
| 14   | HD1            | 1,9                    | 0,7                       |
| 15   | BFM TV         | 1,8                    | 0,1                       |
| 16   | NT1            | 1,8                    | 0-3                       |
| 17   | Gulli          | 1,6                    | 0,1                       |
| 18   | 6ter           | 1,3                    | 0.l,2                     |
| 19   | D17            | 1,3                    | 0,1                       |
| 20   | I-Télé         | 1,0                    | 0,1                       |
| 21   | LCP            | 1,0                    | 0,3                       |
| 22   | L'Équipe 21    | 0,9                    | 0,4                       |
| 23   | France Ô       | 0,9                    | 0,2                       |
| 24   | Numéro 23      | 0,9                    | stable                    |
| 25   | LCI            | 0,3                    | 0,2                       |
| ---- | -------------- | ---------------------- | ------------------------- |

#### Chaînes du câble
Selon l'enquête MédiaCabSat de Médiamétrie, les chaînes les plus regardées du câble et du satellite sont (décembre 2005 à juin 2006)[réf. nécessaire] :
| rang | chaînes          | part d'audience (en %) | variation avec décembre 2005/ juin 2006 |
| ---- | ---------------- | ---------------------- | --------------------------------------- |
| 1    | Eurosport 1      | 1.6                    | -0.7                                    |
| 2    | RTL9             | 1.4                    | -0.1                                    |
| 3    | TV Breizh        | 1.3                    | =                                       |
| 4    | Canal+ Sport     | 1.1                    | +0.2                                    |
|      | Canal J          | 1.1                    | =                                       |
| 6    | Paris Première   | 1.0                    | =                                       |
|      | Tiji             | 1.0                    | =                                       |
| 6    | LCI              | 0.9                    | +0.1                                    |
|      | 13ème rue        | 0.9                    | =                                       |
| 7    | Canal+ Sport 360 | 0.7                    | +0.1                                    |
| 8    | Comédie+         | 0.6                    | +0.1                                    |
| 9    | Canal+ Cinéma    | 0.5                    | =                                       |
|      | Disney Channel   | 0.5                    | =                                       |
|      | MCM              | 0.5                    | +0.1                                    |
|      | Télétoon         | 0.5                    | +                                       |
|      | Téva             | 0.5                    | -0.1                                    |
| 10   | Ciné+ Frisson    | 0.4                    | =                                       |
|      | Ciné+ Premier    | 0.4                    | =                                       |
|      | L'Équipe TV      | 0.4                    | =                                       |
|      | MTV              | 0.4                    | +0.2                                    |
|      | Planète+         | 0.4                    | =                                       |
|      | Sci Fi           | 0.4                    | +0.1                                    |
|      | Série Club       | 0.4                    | =                                       |
|      | TV5 Monde        | 0.4                    | =                                       |

Plus de résultats d'audience sur l'article Médiamétrie

## Représentation sociale
À la télévision française, les cadres supérieurs sont 15 fois plus présents que les ouvriers dans les œuvres de fiction et les programmes d’information. Les données du Conseil supérieur de l'audiovisuel (CSA) établissent que 4 % des personnes interviewées et/ou visibles à la télévision sont des ouvriers et 60 % des cadres.
D'après l'historienne Ludivine Bantigny, la représentation des grèves et mouvements sociaux à la télévision est généralement dénigrante et disqualifiante :« De Nuit debout aux manifestations des gilets jaunes, les scènes de violence sont représentées à la télévision, alors que ces images ne sont généralement pas représentatives du mouvement dans son ensemble. Dans la séquence télévisée au Grand journal, en 2015, le syndicaliste Xavier Mathieu est très ému, très en colère, bouleversé par le traitement qui a été réservé aux grèves des salariés d’Air France que de nombreux discours ont traînés dans la boue après l’affaire de la « chemise arrachée » alors que ce sont des vies qui sont brisées avec les destructions d’emplois. Les télévisions n’ont retenu que cette chemise arrachée d’un DRH et pas du tout la violence que ces salariés subissent en perdant leur emploi avec, comme conséquences, des dépressions, des burnout ou des tentatives de suicide. Cette représentation s’explique par deux dimensions : d'un côté, la violence est représentée parce qu'elle est dramaturgique et fait du « buzz » télévisuel, de l’autre, elle permet de disqualifier le mouvement social. »

## Personnages et programmes phares

### Programmes phares

#### Jeux
Jeux diffusés sur TF1
- Qui veut gagner des millions ?
- Money Drop
- Le juste prix
- Le grand concours des animateurs
- Mask Singer
- Les 12 coups de Midi
- The Voice
- The Voice Kids

- Intervilles

Jeux diffusés sur France 2
- Fort Boyard
- Tout le monde veut prendre sa place
- N'oubliez pas les paroles
- Mot de passe
- Motus
- Tout le monde à son mot à dire

Jeux diffusés sur France 3
- Questions pour un champion
- Slam
- La carte aux trésors
- Des chiffres et des lettres

#### Émissions
L'émission phare de la télévision française est le journal télévisé de la mi-journée (13h00) et de la soirée (20h00). Surnommé "la grande-messe" du petit écran, le JT réunit chaque soir plus de dix millions de téléspectateurs. Trois chaînes principales programment leur journaux télévisés. TF1 diffuse "LE13H" et "LE20H" depuis le 16 février 1981. Le journal de 20H de TF1 est présenté en semaine par Gilles Bouleau. Le journal de 13H de TF1 est présenté en semaine par Marie-Sophie Lacarrau. Anne-Claire Coudray assure la présentation des journaux télévisés de 13 et 20 heures le week-end. Les JT de TF1 sont ceux attirant généralement le plus de téléspectateurs et sont concurrencés par les éditions de France 2. Le Journal de 20H de France 2 est présenté en semaine par Anne-Sophie Lapix, et le journal de 13H par Julian Bugier. En week-end, Leïla Kaddour-Boudadi assure la présentation du 13 heures, tandis que Laurent Delahousse assure la présentation du 20h. Ce dernier présente également des magazines d'informations à la mi-journée et en soirée en complément des journaux télévisés, rendez-vous nommés 13h15, le samedi, 20 h 30 le samedi, 13 h 15, le dimanche et 20 h 30 le dimanche. 

#### Téléréalité
- Loft Story
- Koh-Lanta
- Secret Story
- Les Anges

### Personnages phares

#### Présentateurs

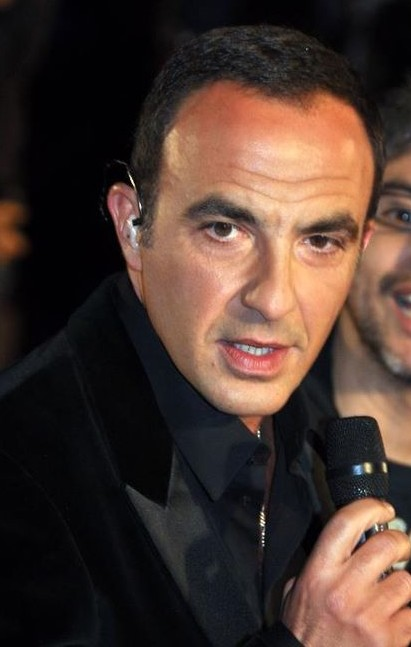
Nikos Aliagas
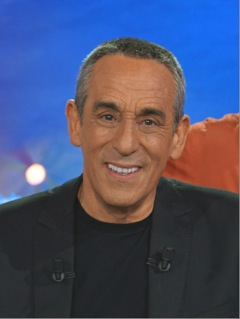
Thierry Ardisson
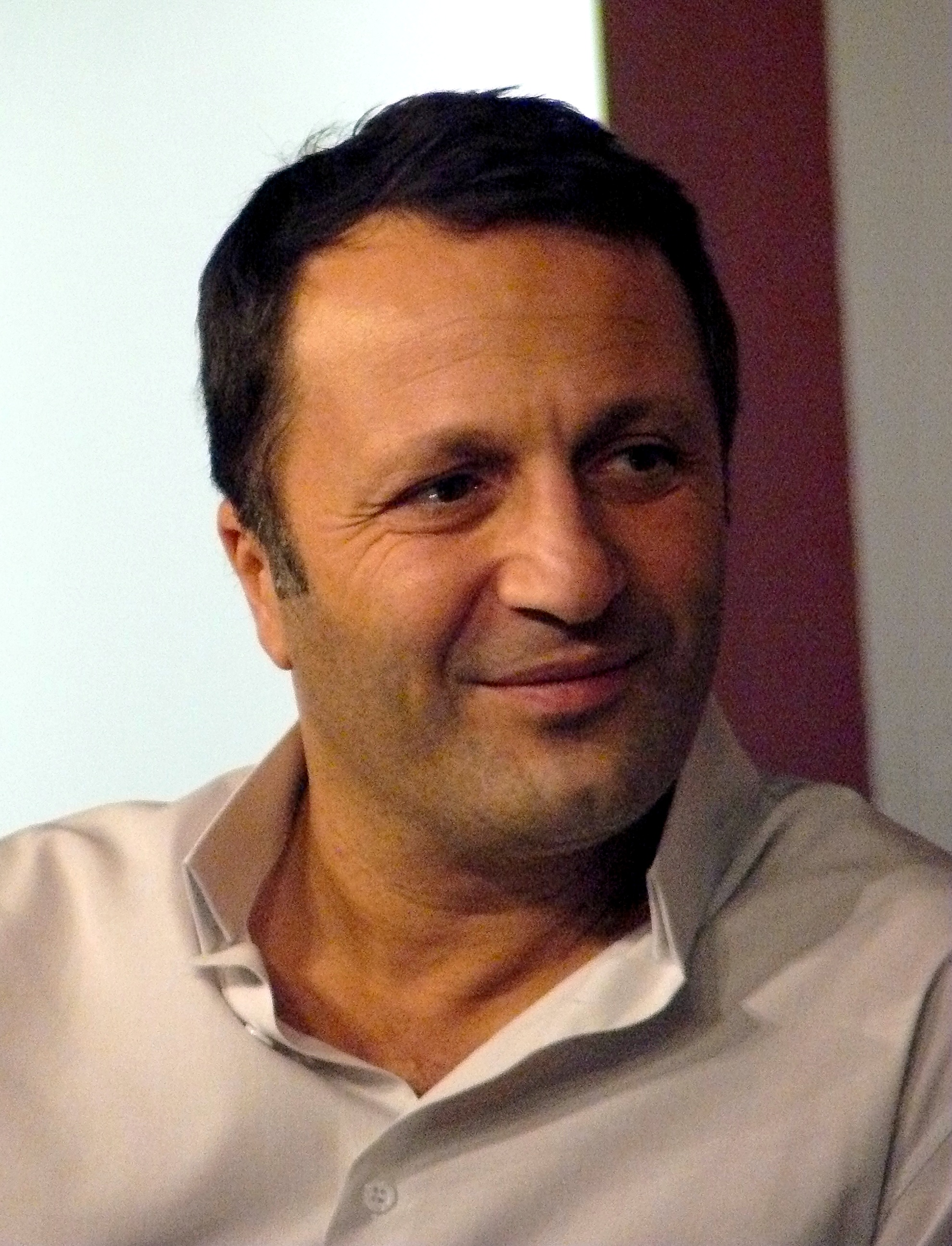
Arthur
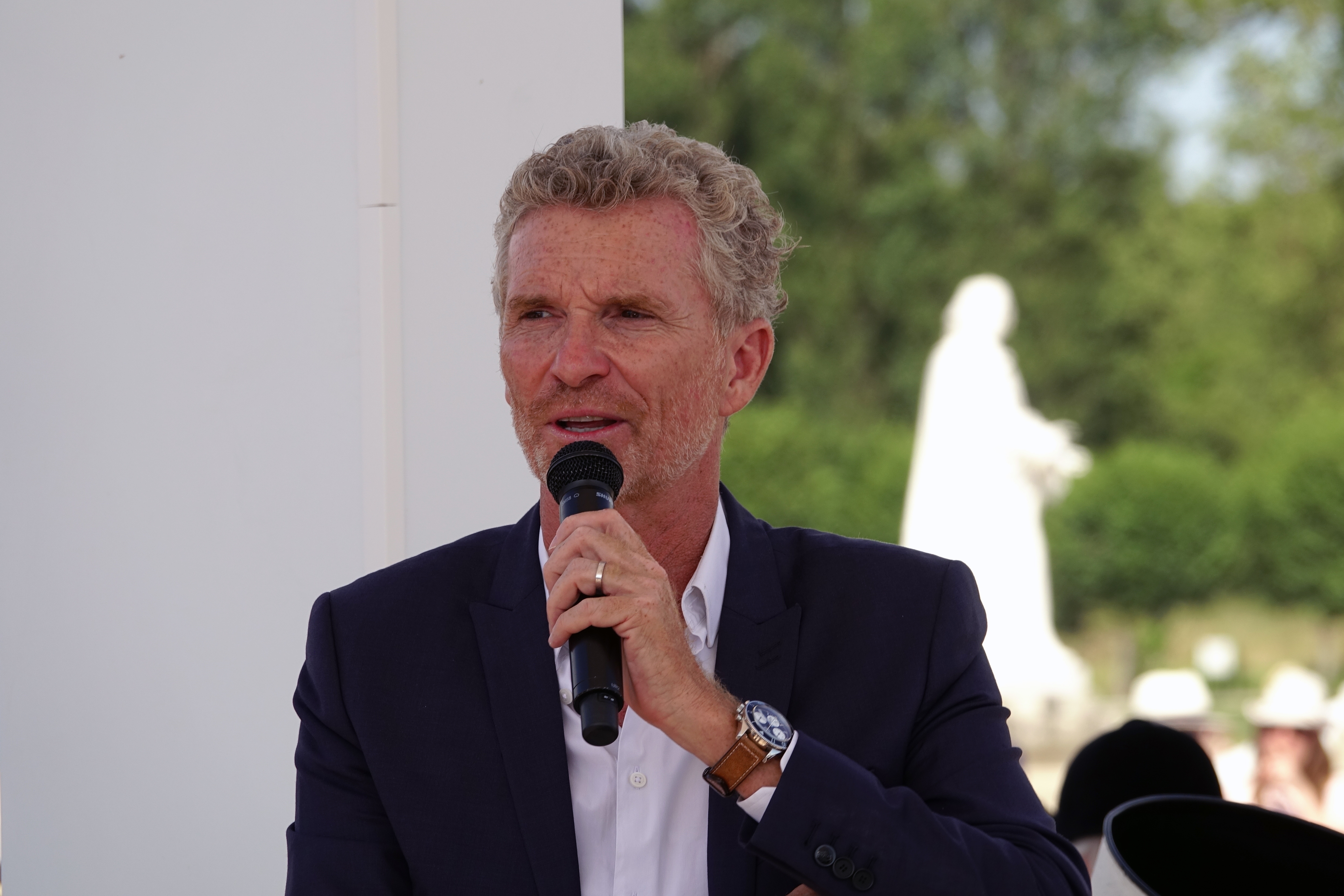
Denis Brogniart
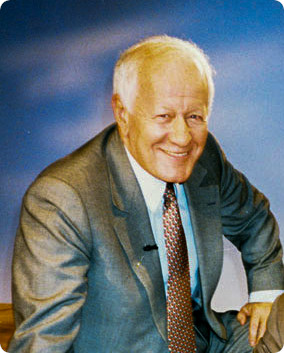
Jacques Chancel
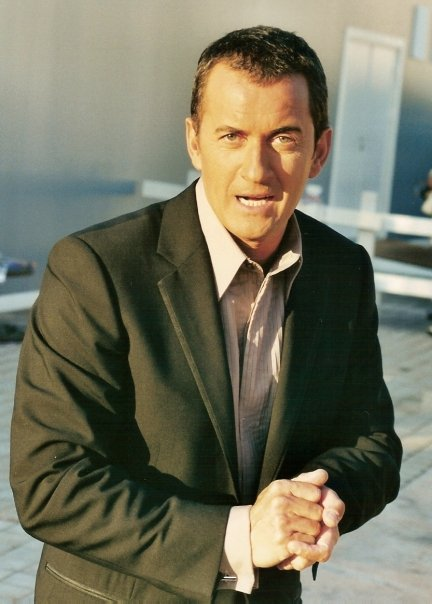
Christophe Dechavanne
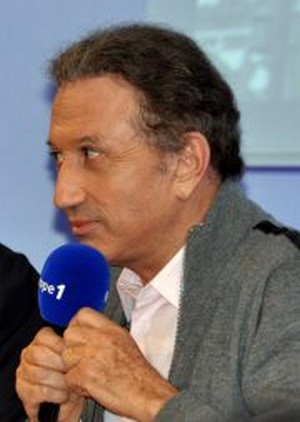
Michel Drucker
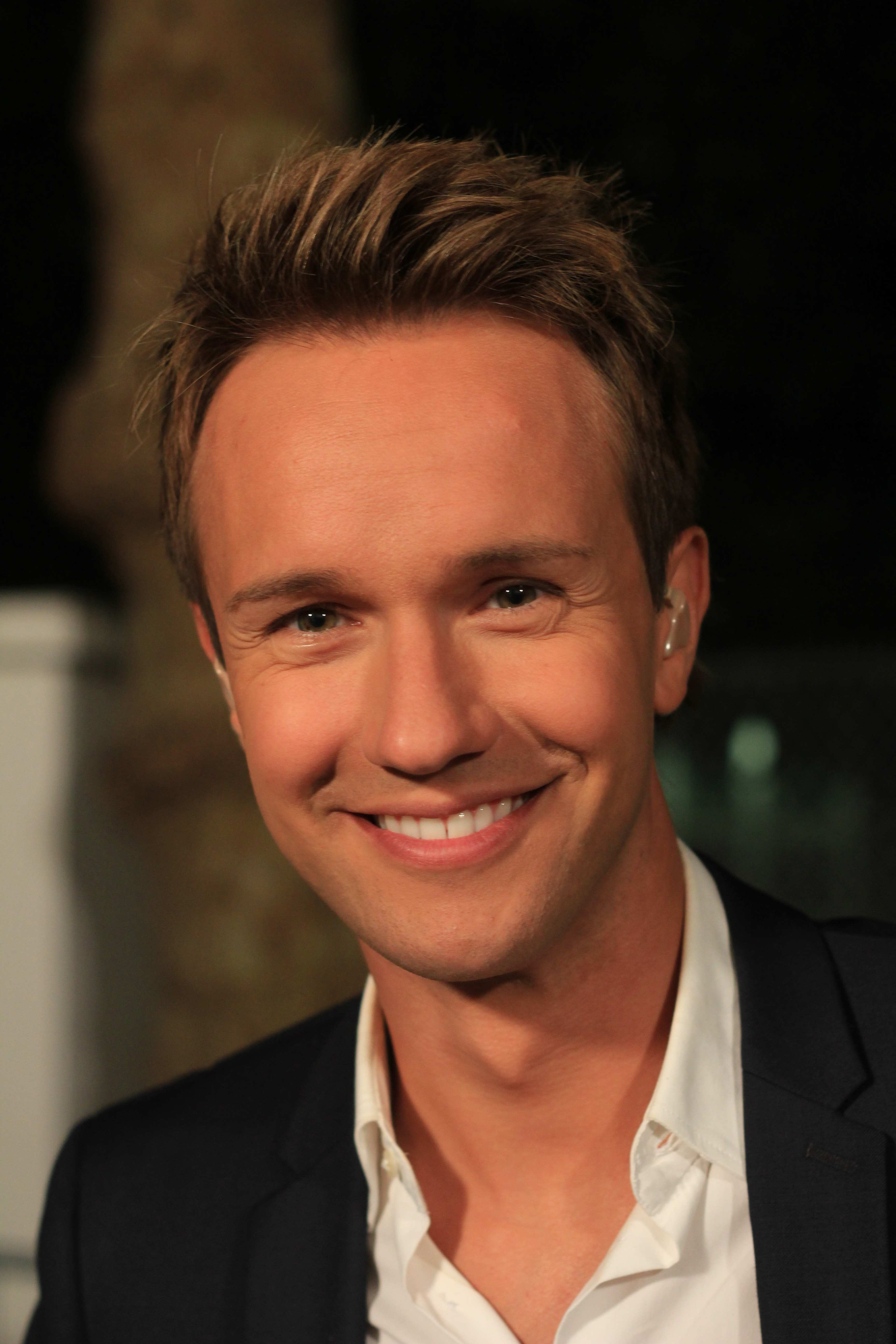
Cyril Féraud
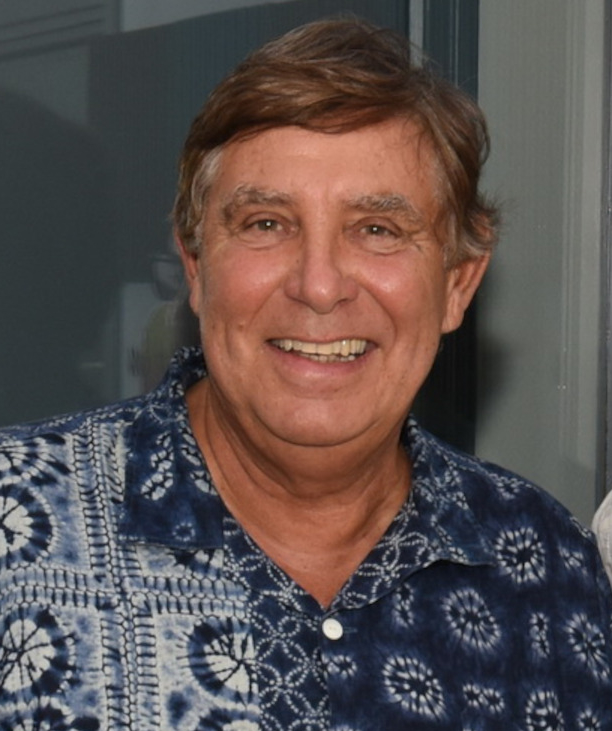
Jean-Pierre Foucault
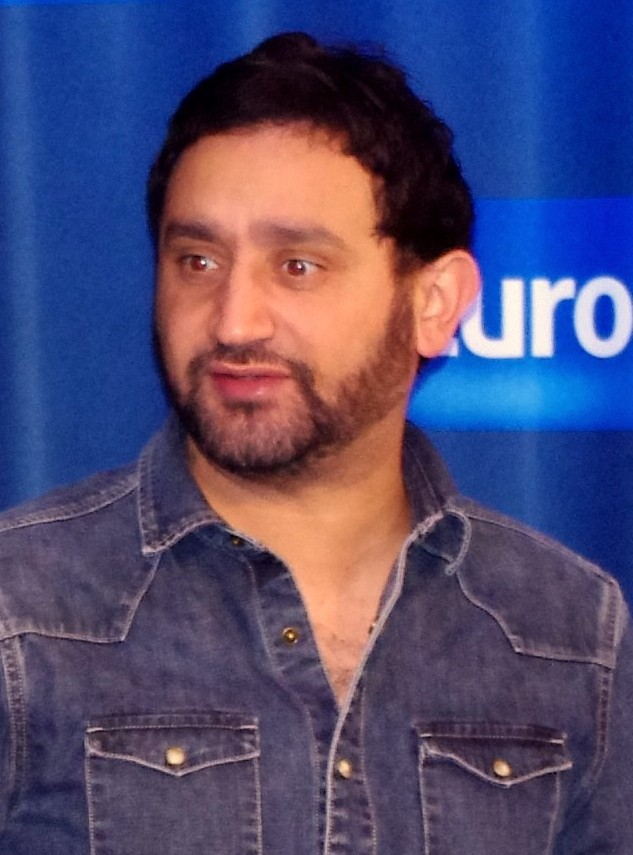
Cyril Hanouna
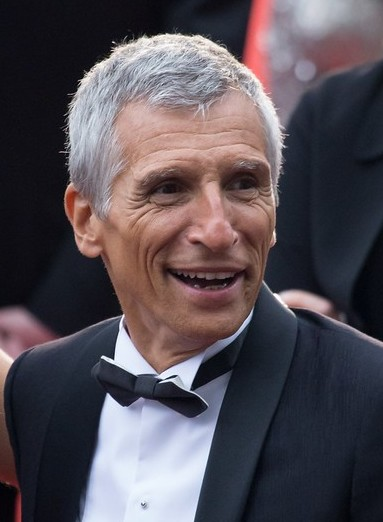
Nagui
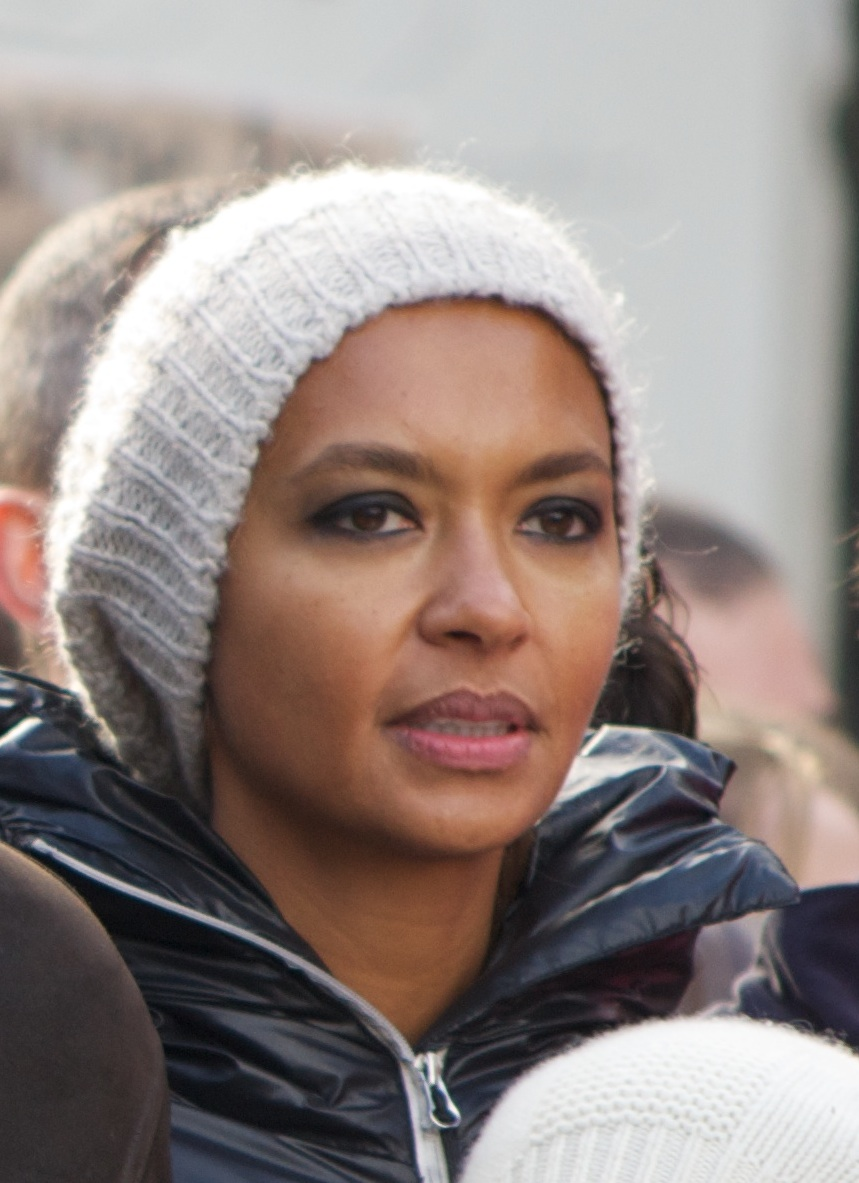
Karine Le Marchand
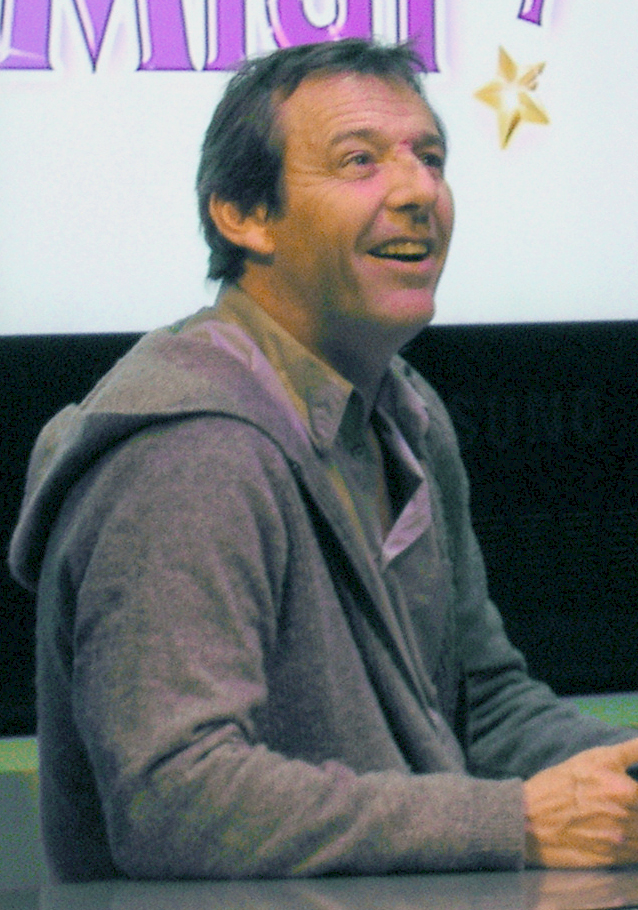
Jean-Luc Reichmann
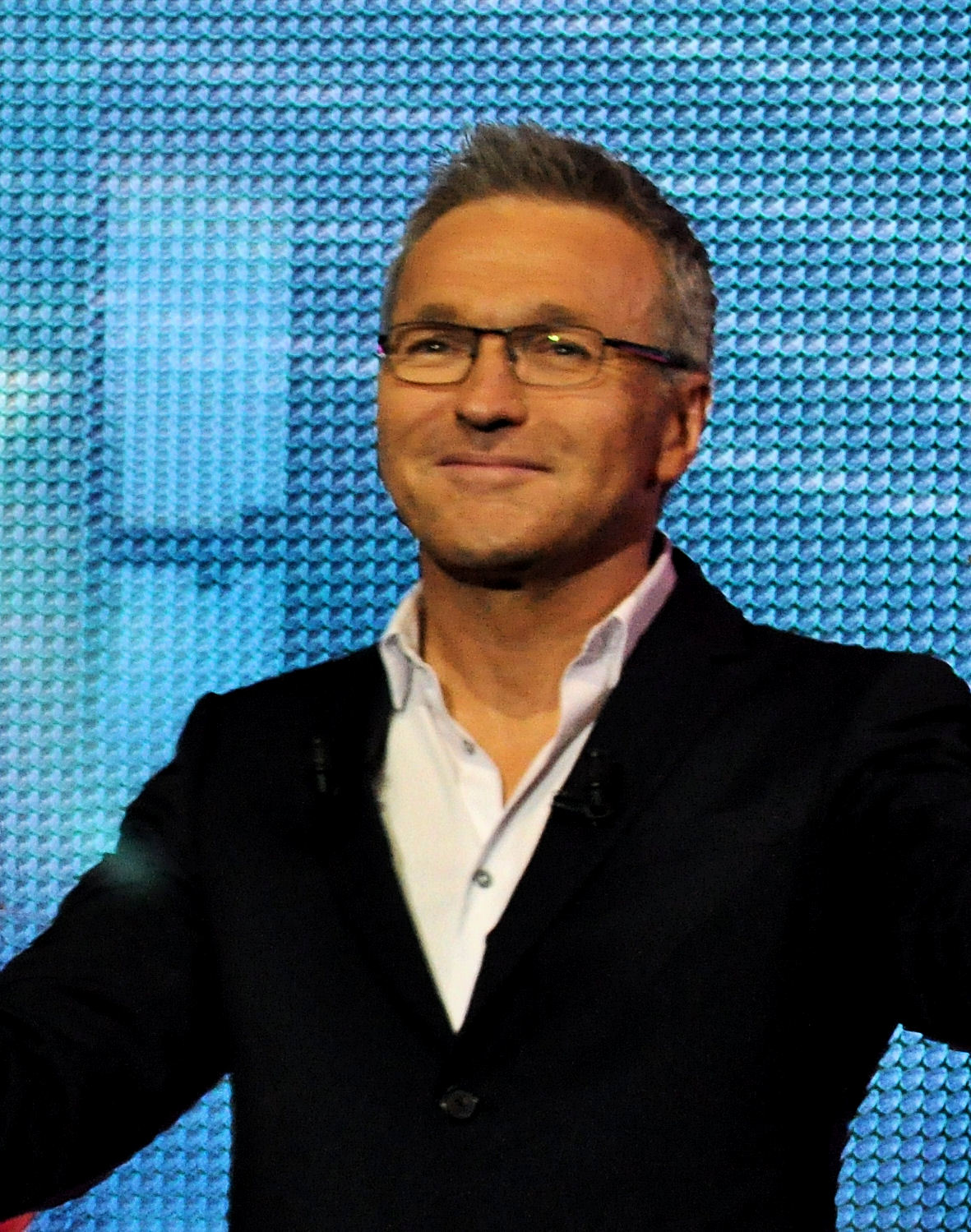
Laurent Ruquier

#### Journalistes généralistes

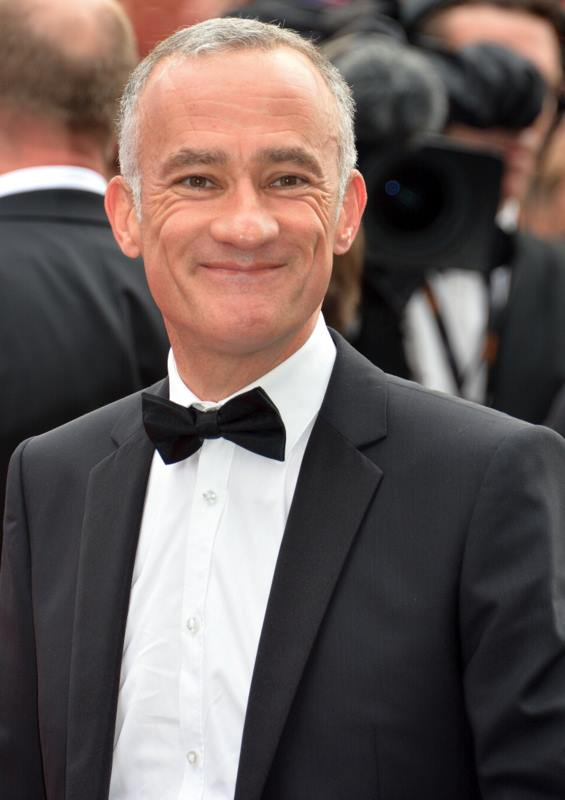
Gilles Bouleau
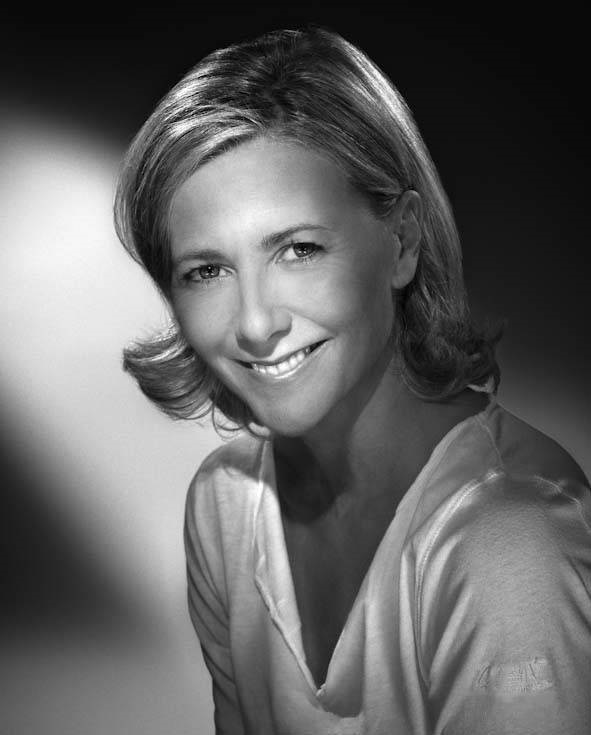
Claire Chazal
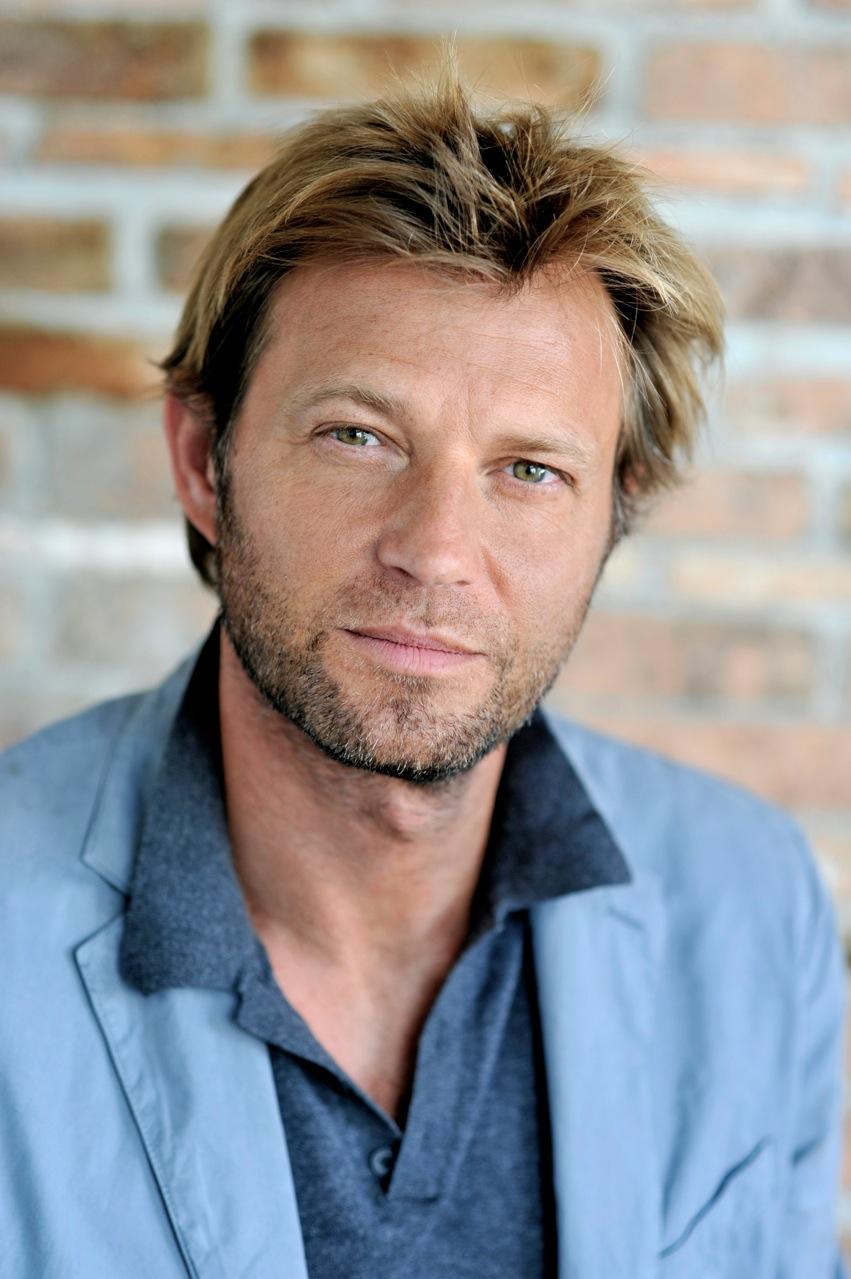
Laurent Delahousse
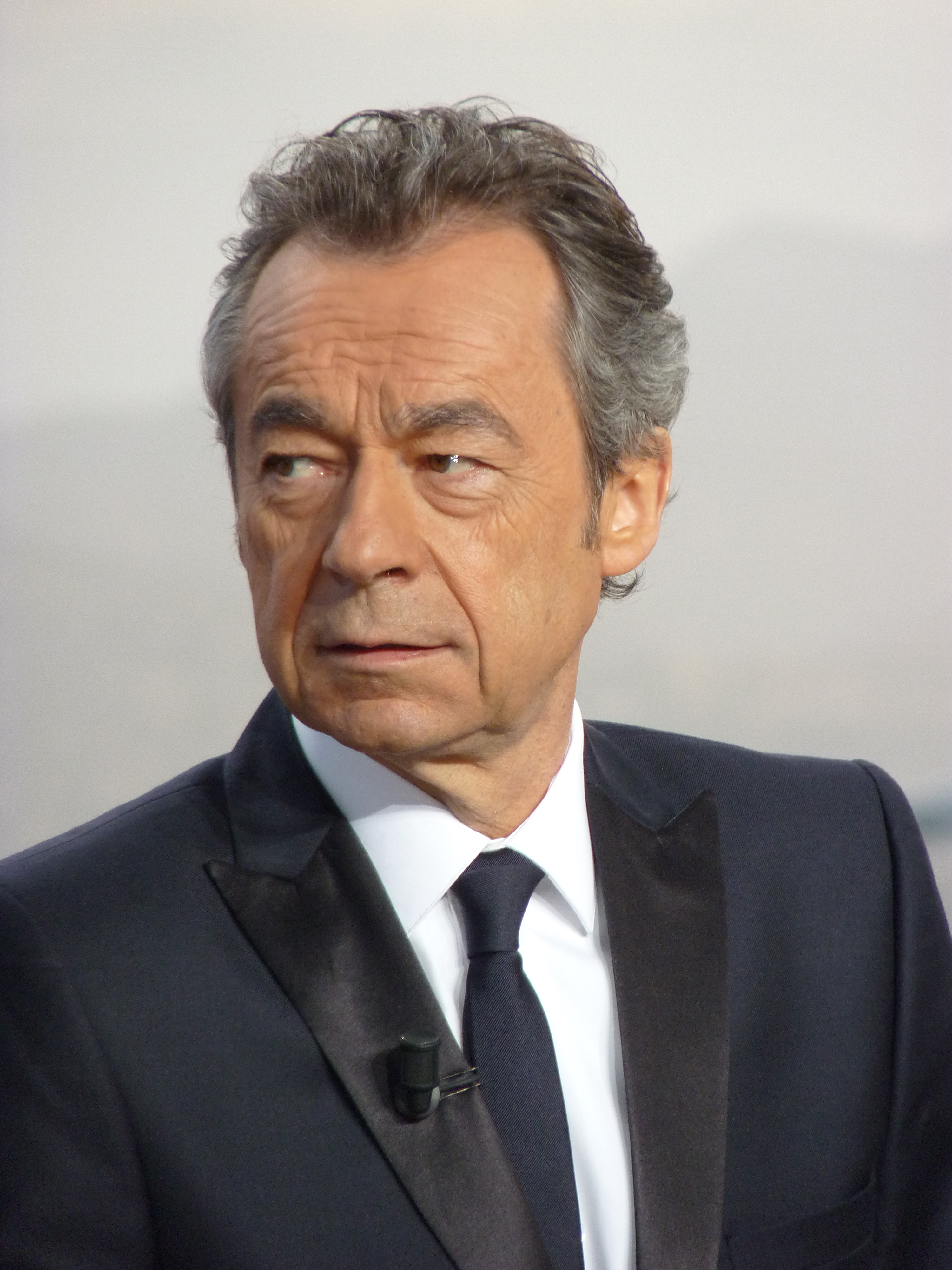
Michel Denisot
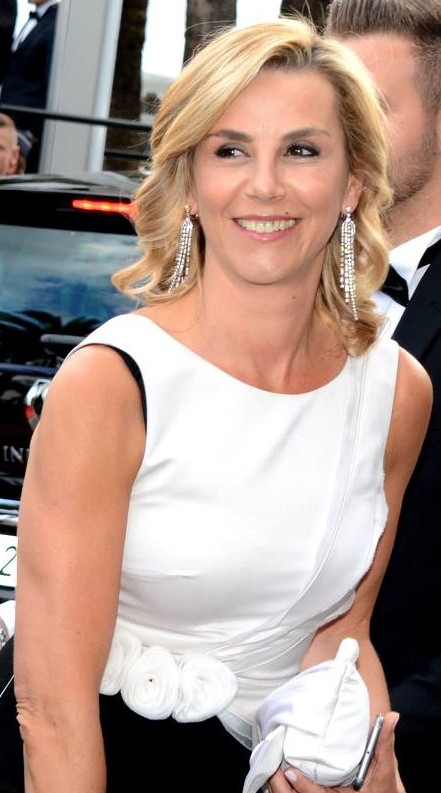
Laurence Ferrari
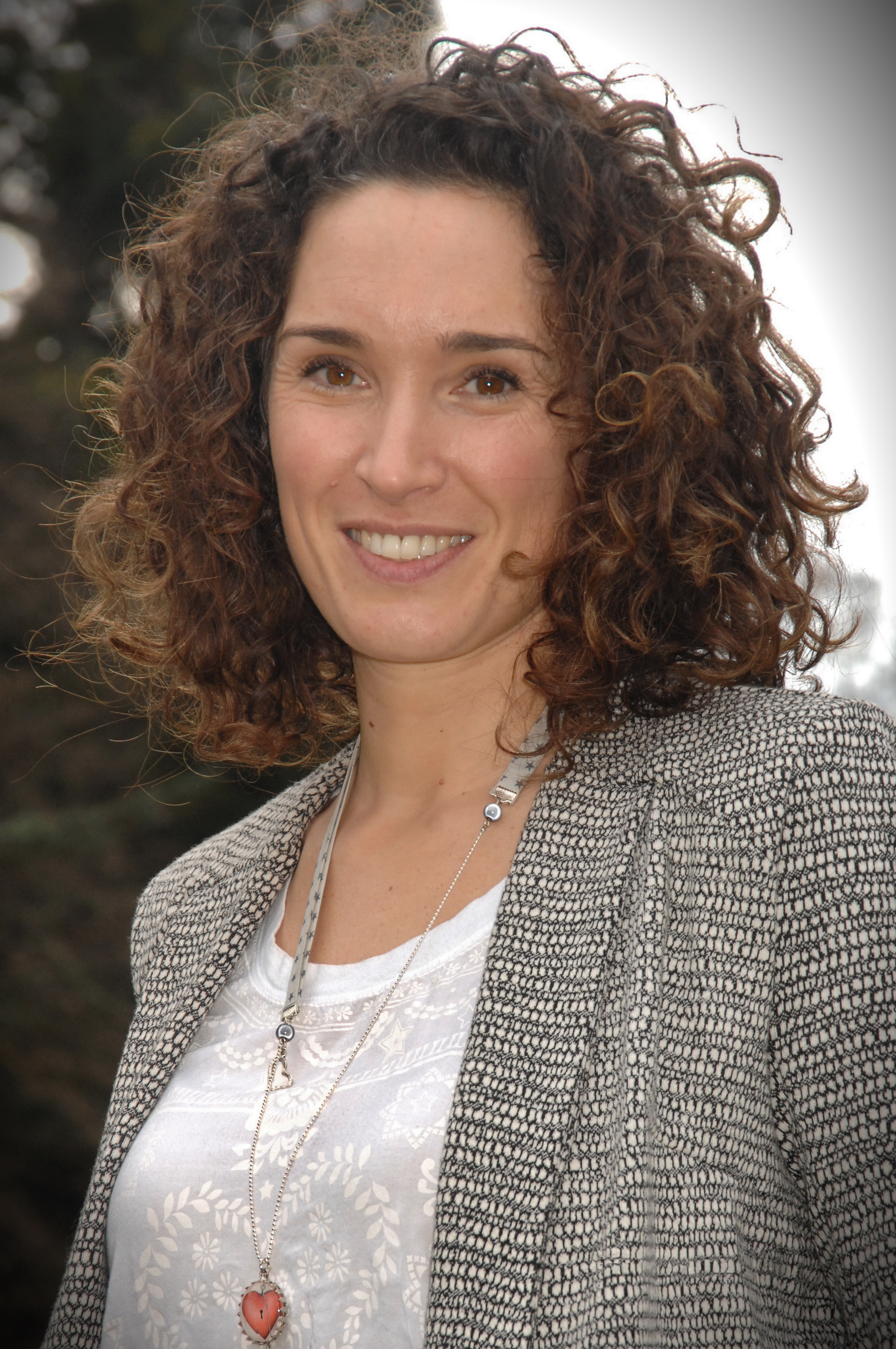
Marie-Sophie Lacarrau
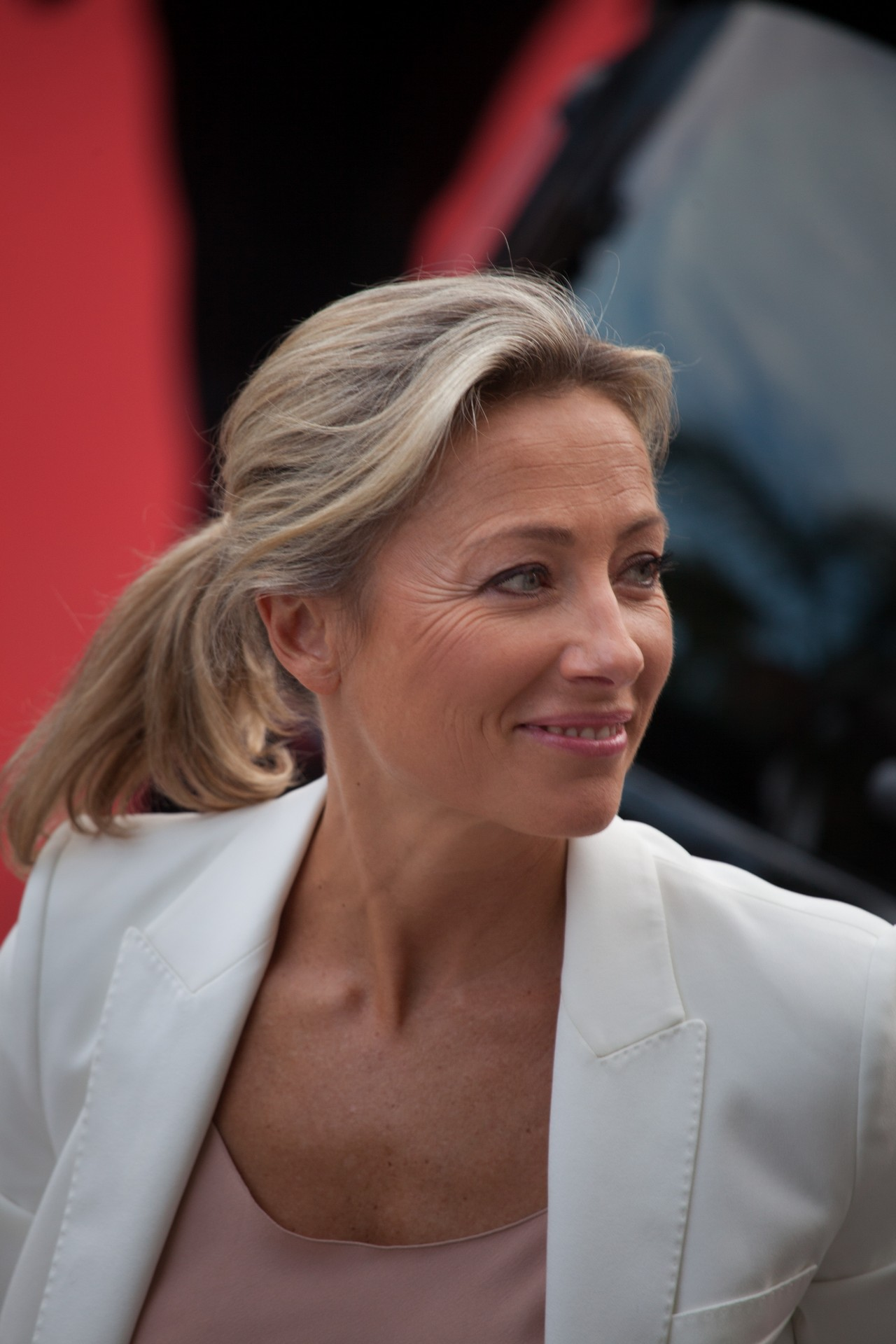
Anne-Sophie Lapix
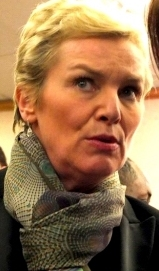
Elise Lucet
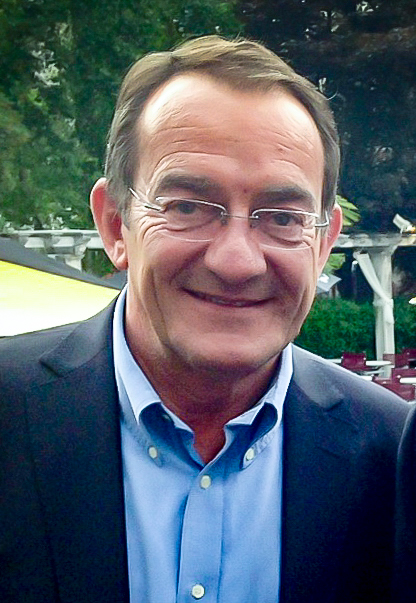
Jean-Pierre Pernaut
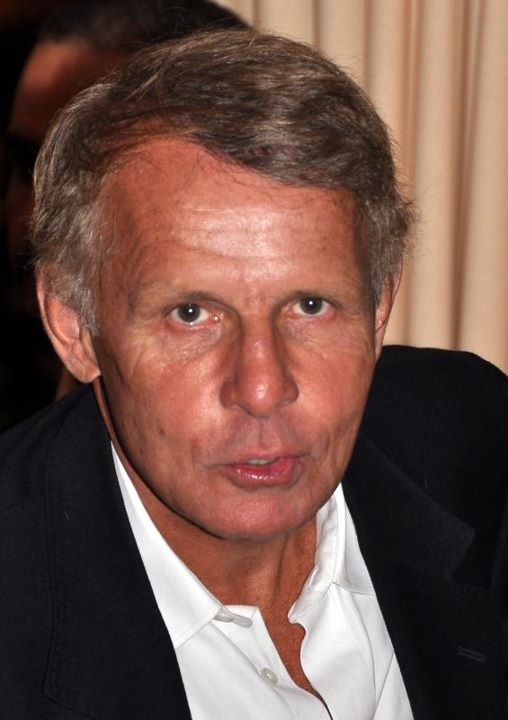
PPDA
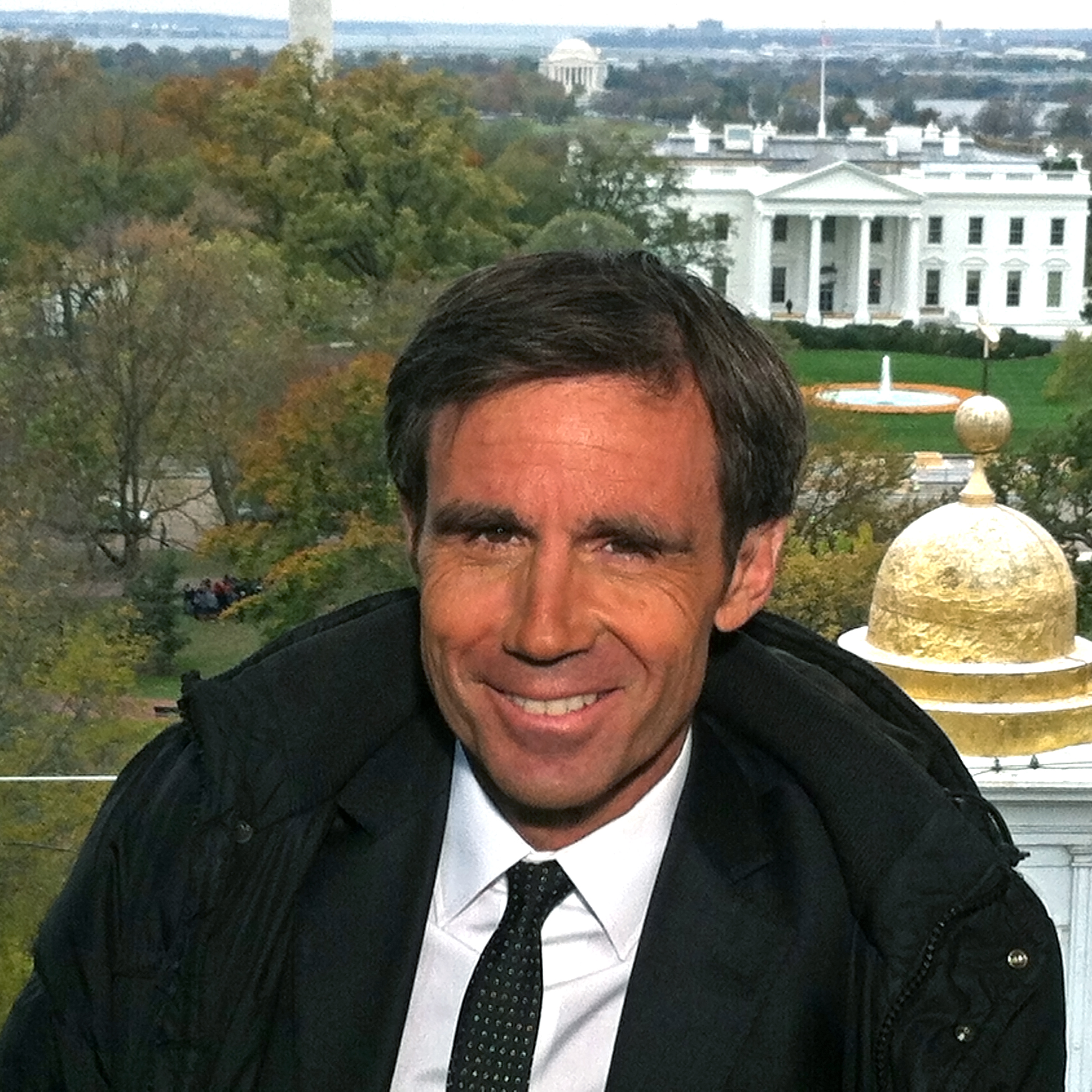
David Pujadas
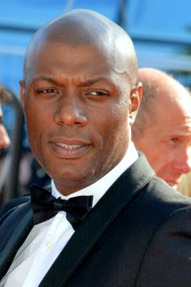
Harry Roselmack
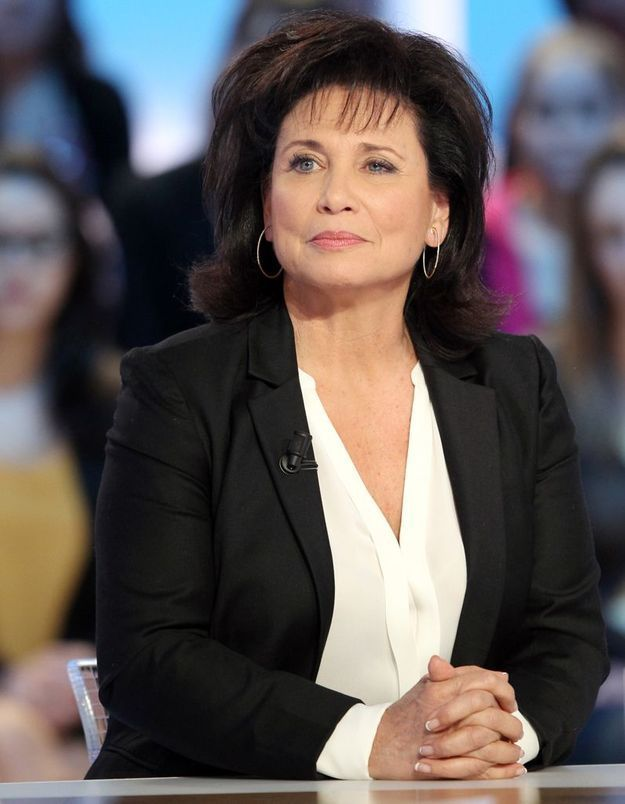
Anne Sinclair
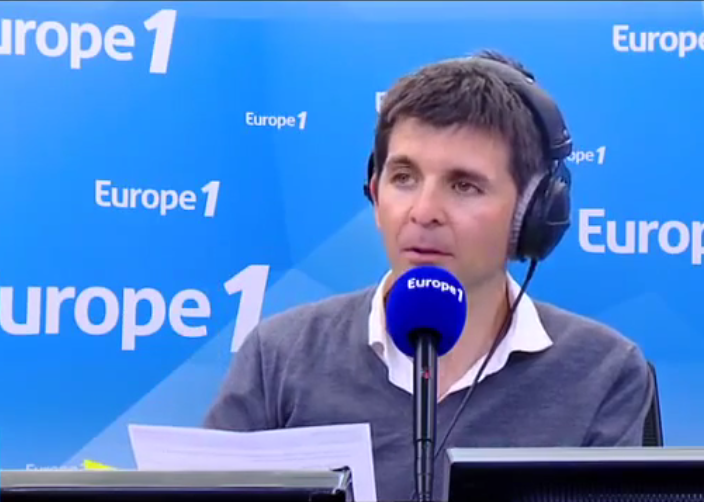
Thomas Sotto

#### Journalistes sportifs

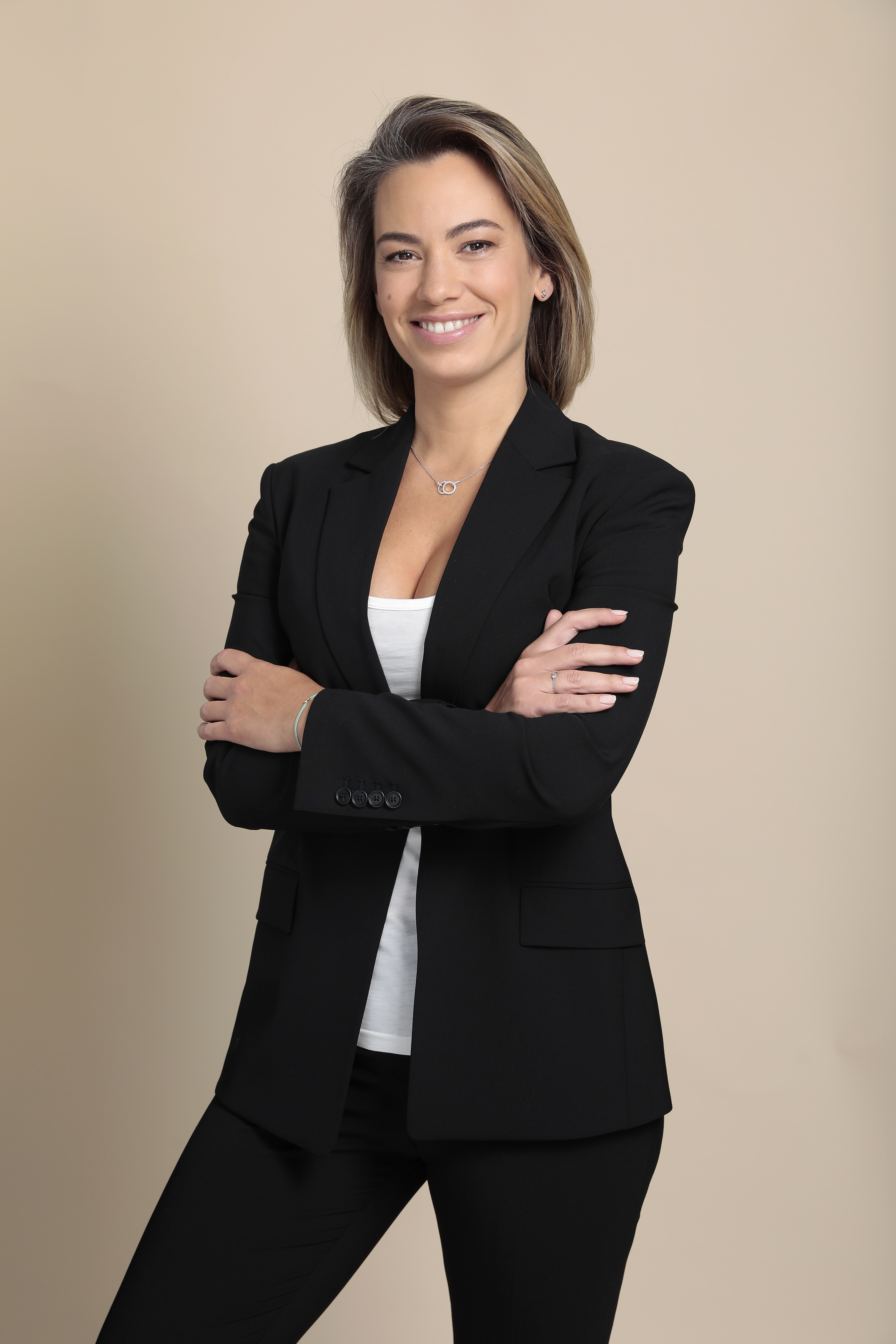
Anne-Laure Bonnet
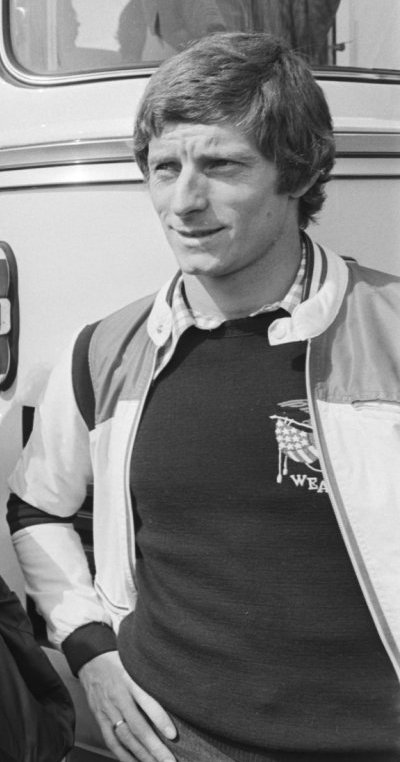
Jean-Michel Larqué
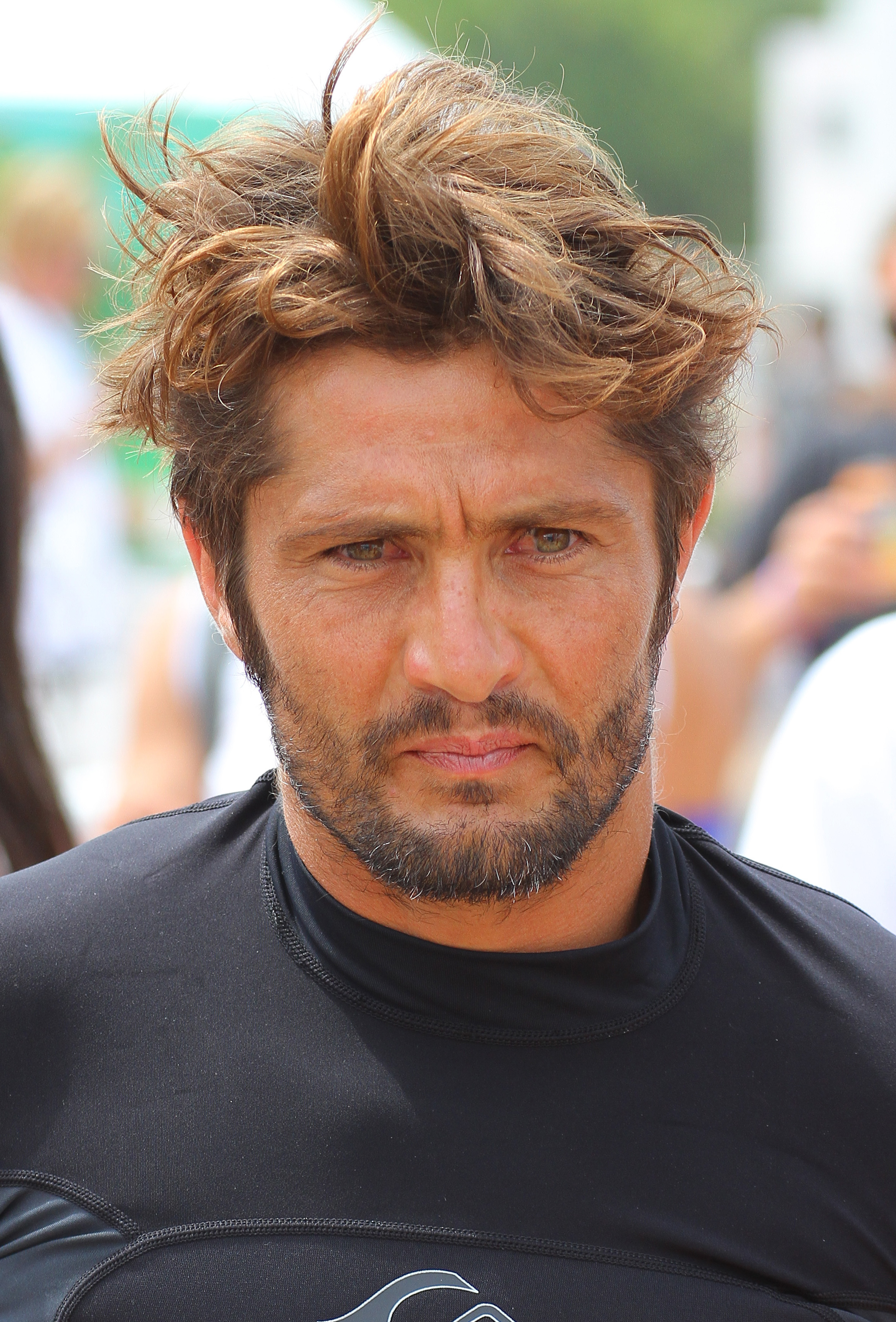
Bixente Lizarazu
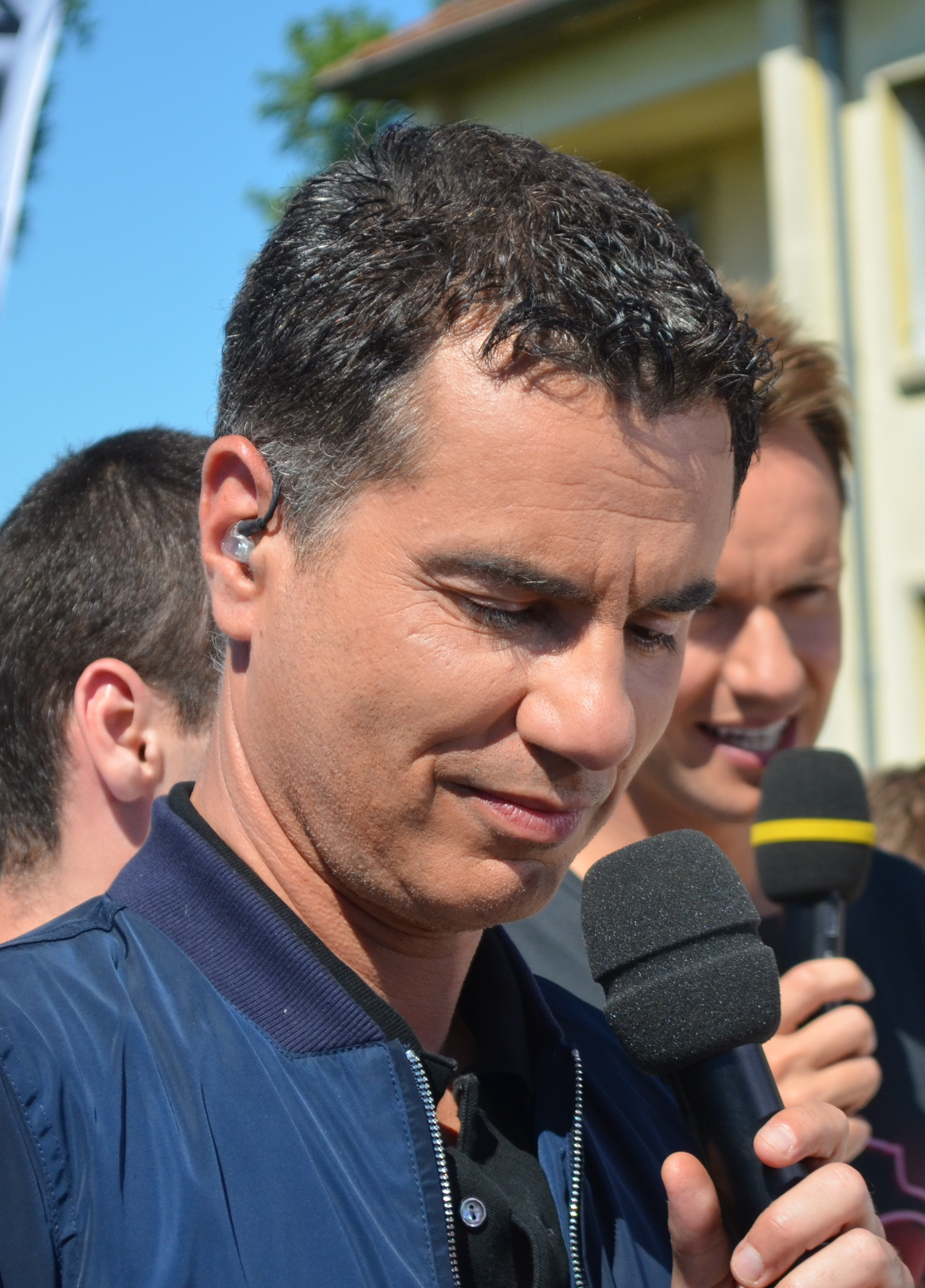
Laurent Luyat
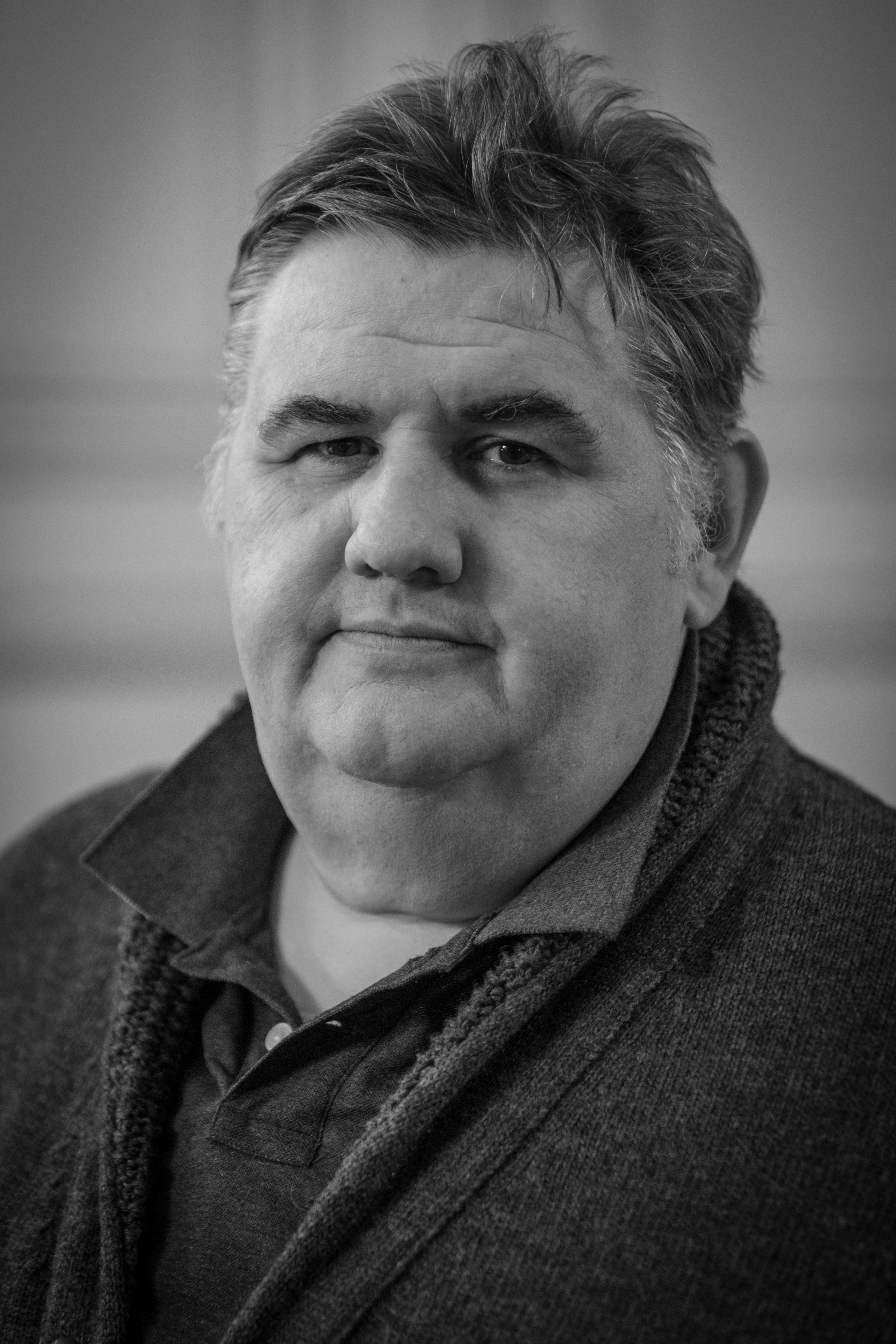
Pierre Ménès
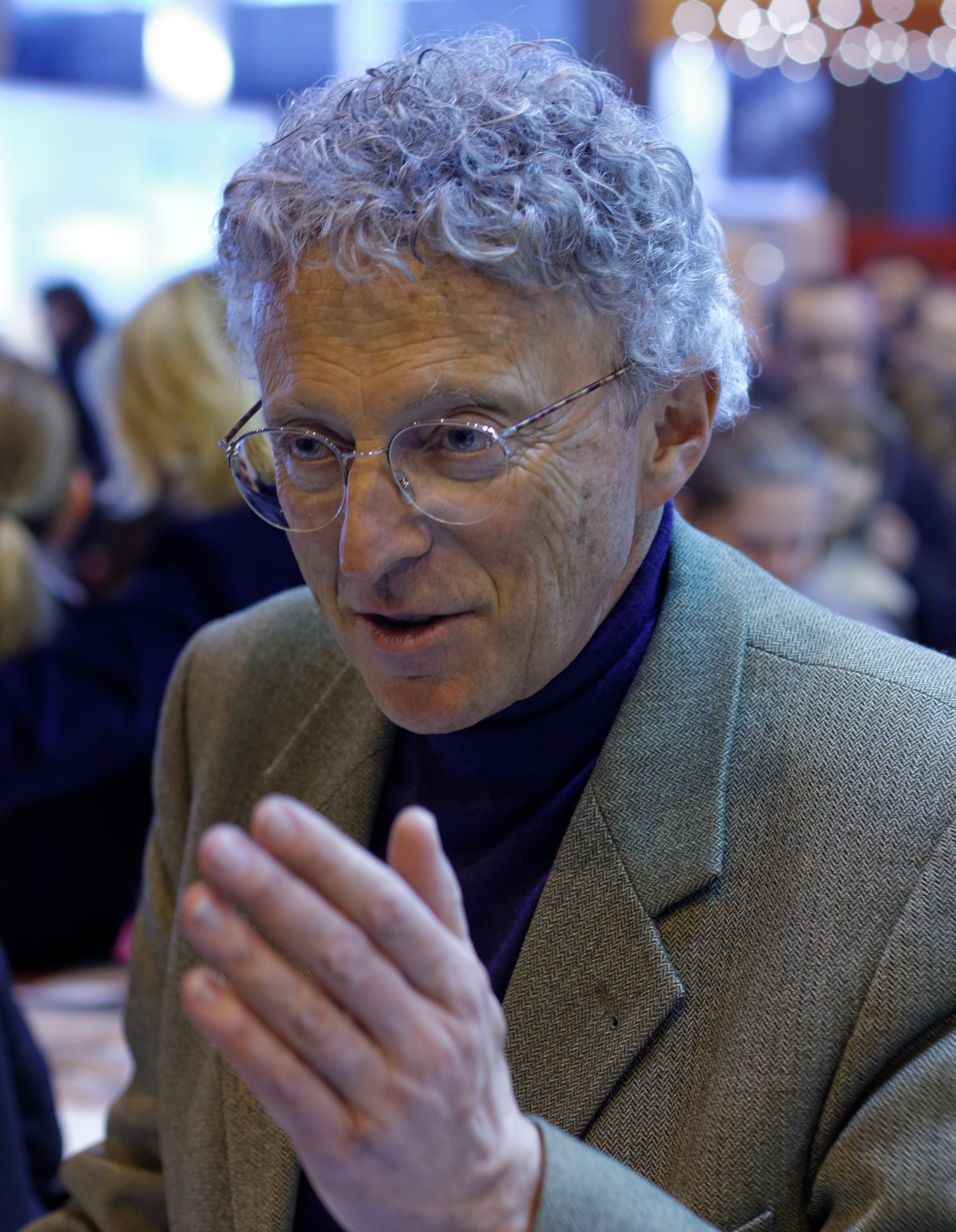
Nelson Monfort

#### Dirigeants

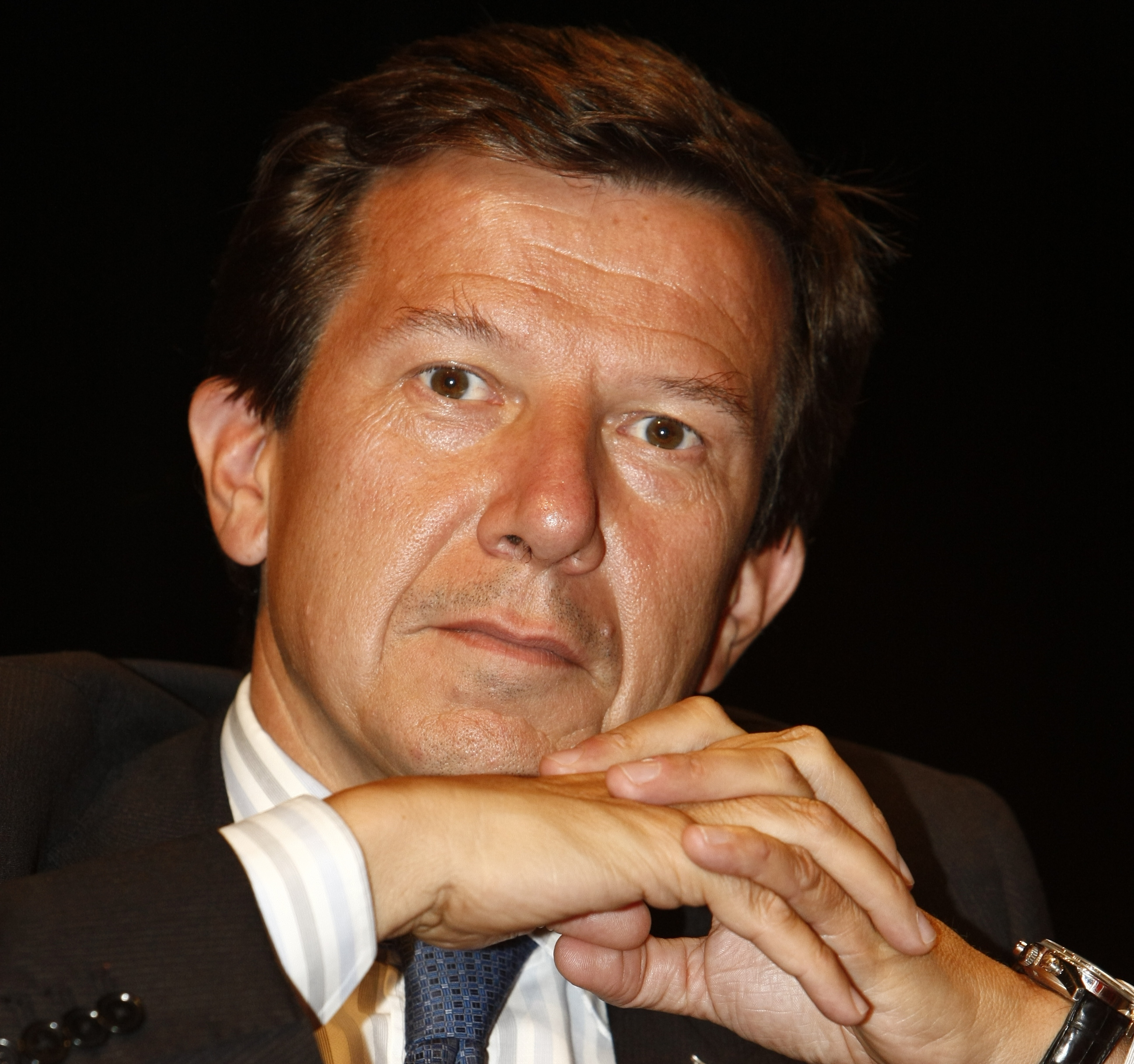
Gilles Pélisson, PDG du Groupe TF1
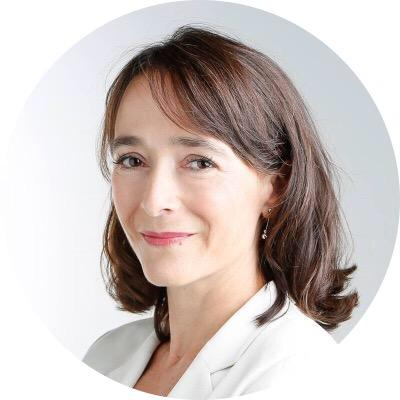
Delphine Ernotte, Présidente de France Télévisions
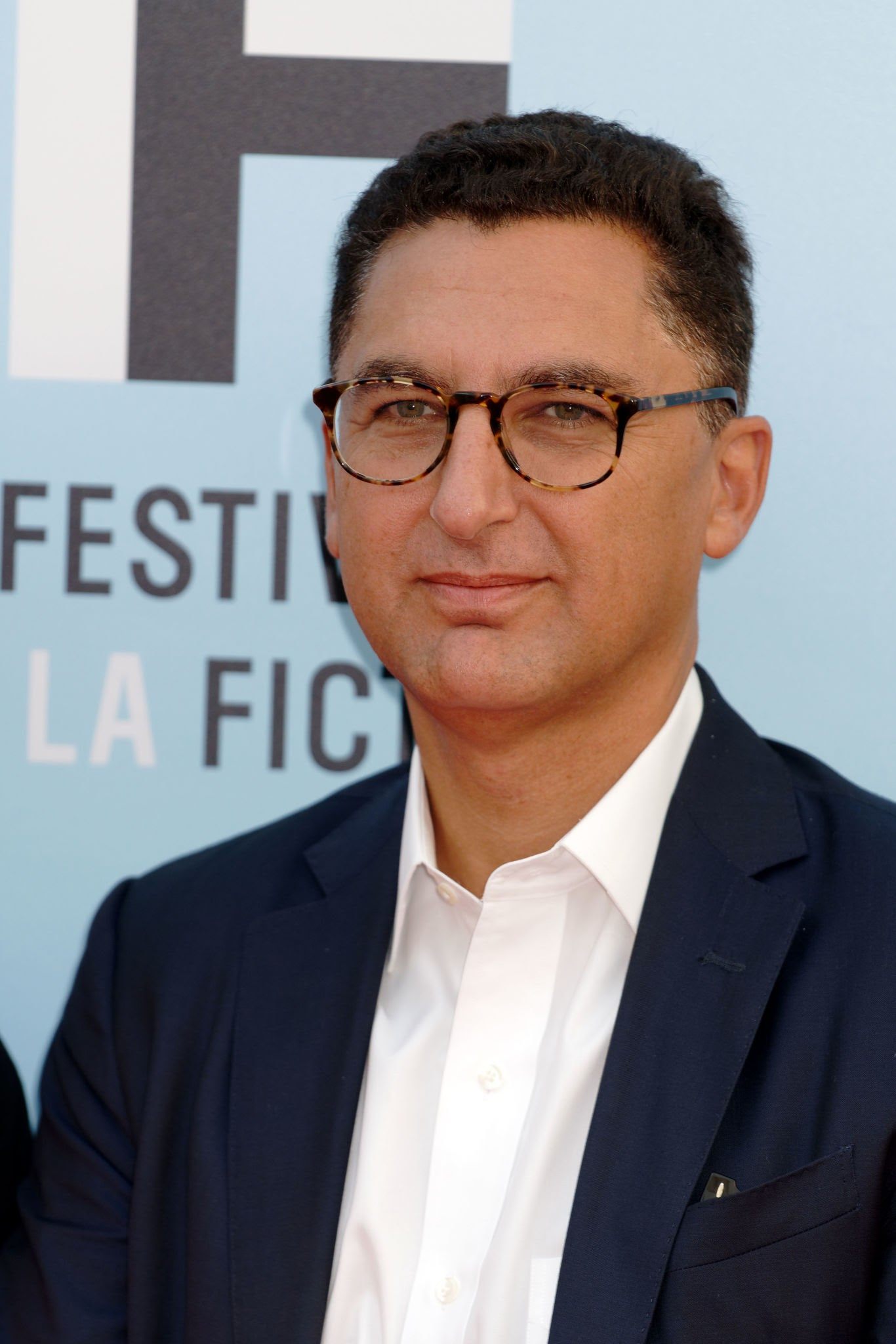
Maxime Saada, Président du Directoire du Groupe Canal +
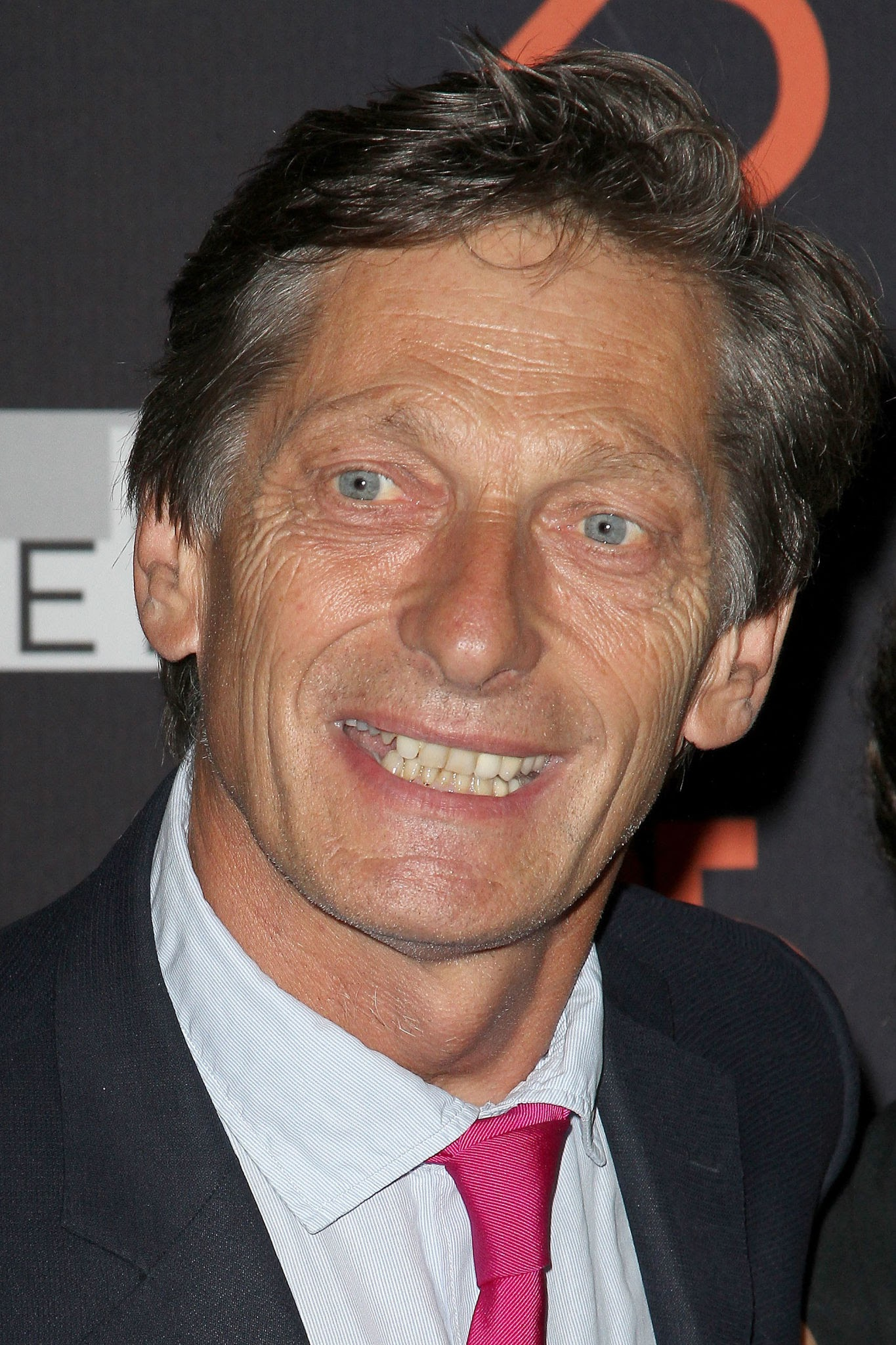
Nicolas de Tavernost, PDG du Groupe M6